# Arte de la Antigua Grecia

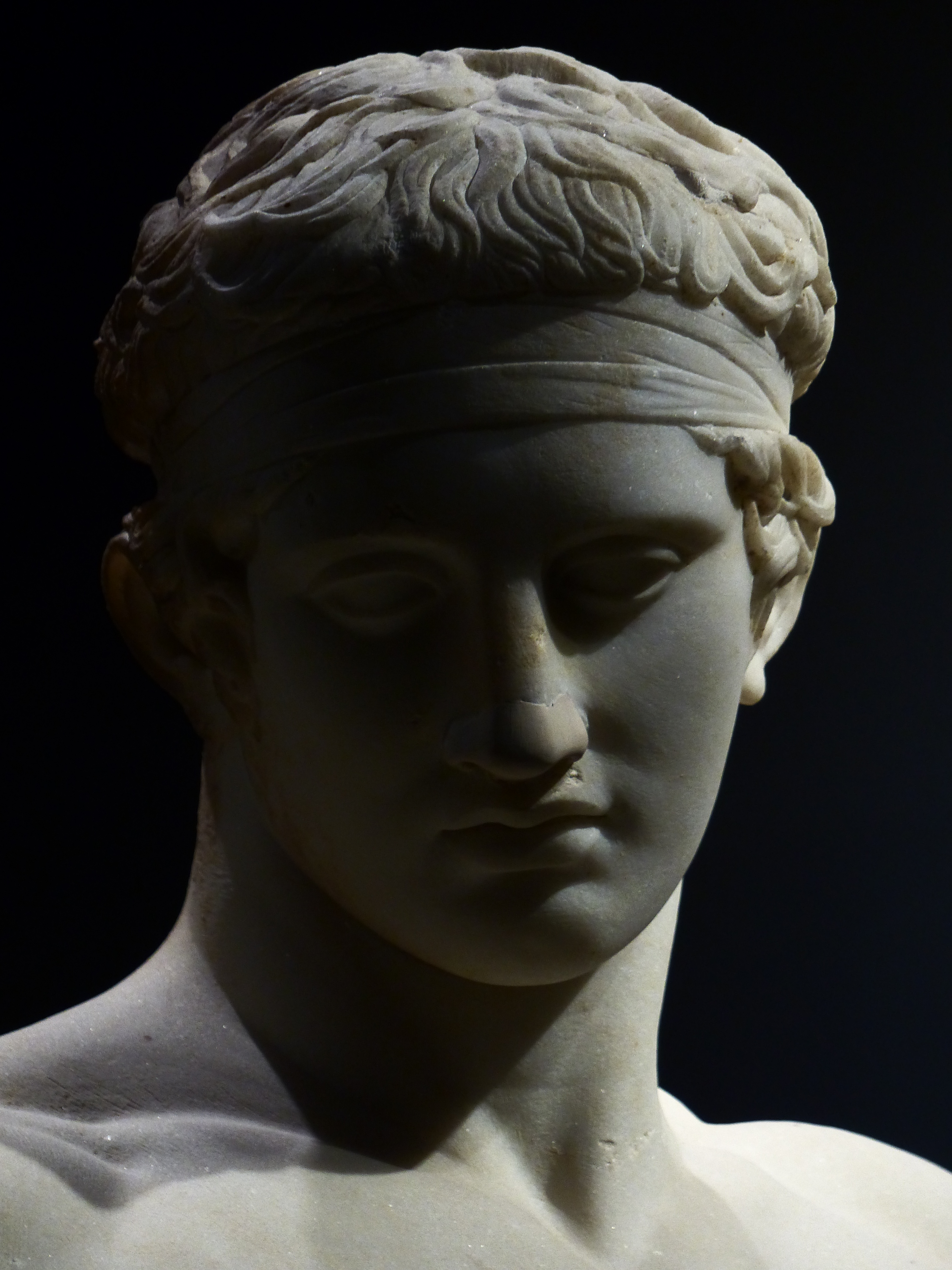
Diadúmeno, de Policleto (cuarto del).

El arte de la Antigua Grecia está constituido por las obras de arquitectura, escultura, pintura y otras artes plásticas realizadas durante la Edad Antigua por los pueblos griegos que habitaban distintas zonas de la cuenca del mar Mediterráneo, especialmente en su parte oriental. El arte de los griegos antiguos se caracteriza por la búsqueda de la «belleza ideal», recreando el "mundo ideal" del modelo platónico, mediante la "imitación de la naturaleza" en el sentido de la mímesis aristotélica.
La cultura desarrollada por los antiguos griegos establece los fundamentos de la cultura occidental. De este, surgieron los conceptos y principios del arte, la filosofía y el saber posterior. El arte griego se inicia de manera autónoma al final de la civilización micénica, cerca del 1100 a. C..
Las historiadoras del arte definen, en general, el arte griego antiguo como el arte producido en la región de lengua griega entre el siglo X a. C. y el siglo I d. C. y excluyen, en general, el arte de las civilizaciones minoica y micénica, que existía entre el siglo XV y el siglo XII a. C. Aunque estas culturas hablaban el griego, existe poca continuidad entre el arte de estas civilizaciones y el arte griego posterior. En lugar de las representaciones vegetales naturalistas de la época micénica, aparecen los diseños con líneas geométricas y solo más tarde se vuelve a la representación de animales y personas con formas esquemáticas. Se pasó por varios periodos, inspirándose en anteriores civilizaciones como Egipto y Mesopotamia, pero siempre con creaciones nuevas.
El arte más antiguo de los griegos es generalmente excluido del arte de la Antigua Grecia, y en su lugar se conoce como arte griego neolítico seguido por el arte egeo; este último incluye el arte cicládico y el arte de las culturas minoica y micénica de la Edad del Bronce griega. El arte de la antigua Grecia se divide generalmente estilísticamente en cuatro períodos: el geométrico, el arcaico, el clásico y el helenístico. La edad Geométrica suele datarse alrededor del 1000 a. C., aunque en realidad se sabe poco sobre el arte en Grecia durante los 200 años anteriores, tradicionalmente conocido como la Edad Oscura. El siglo VII a. C. fue testigo del lento desarrollo del estilo arcaico, como lo ejemplifica la cerámica de figuras negras. Se suele tomar como línea divisoria entre los períodos arcaico y clásico el año 500 a. C., poco antes del inicio de las guerras médicas (490-448 a. C.), y se considera que el reinado de Alejandro Magno (336-323 a. C.) separa los períodos clásico y helenístico. A partir del siglo I a. C. se utiliza el término grecorromano, o más localmente para el mundo griego oriental.
En realidad, no hubo una transición brusca de un período a otro. Las formas de arte se desarrollaron a diferentes velocidades en diferentes partes del mundo griego, y como en cualquier época algunos artistas trabajaron en estilos más innovadores que otros. Las fuertes tradiciones locales y los requisitos de los cultos locales permiten a los historiadores localizar los orígenes incluso de las obras de arte que se encuentran lejos de su lugar de origen. El arte griego de varios tipos fue ampliamente exportado. Durante todo el período se produjo un aumento general y constante de la prosperidad y de los vínculos comerciales dentro del mundo griego y con las culturas vecinas.
La tasa de supervivencia del arte griego difiere notablemente. Tenemos grandes cantidades de cerámica y monedas, mucha escultura en piedra, aunque aún más copias romanas, y unas pocas esculturas grandes de bronce. Casi todas las piezas que faltan son pinturas, vasijas de metal fino, y cualquier cosa en materiales perecederos, incluyendo la madera. La cáscara de piedra de varios templos y teatros ha sobrevivido, pero poco de su extensa decoración.
Los pintores y los escultores griegos adquirieron su técnica mediante el aprendizaje, a menudo iniciados por su padre y protegidos por ricos mecenas. Aunque algunos fueron célebres y admirados, no tenían el mismo estatus social que los poetas o los dramaturgos de la misma época. Fue desde el período helenístico, después del 320 a. C., cuando los artistas empezaron a ser reconocidos como una categoría social de pleno derecho.
A partir del período arcaico del arte griego, las cerámicas pintadas y las esculturas son casi las únicas formas de arte que han perdurado. La pintura estaba en sus inicios durante aquel período, y ningún ejemplo ha perdurado. Aunque las monedas fueron inventadas en el siglo VII a. C., no eran comunes en la mayor parte de Grecia hasta el siglo V a. C.

## Periodización
La historiografía del arte ha identificado varios estilos que periodizan el arte de la Antigua Grecia, desde el siglo IX hasta el siglo I a. C. Hay muy pocos datos del periodo anterior, conocido como Edad Oscura, a la que precedió el arte de las civilizaciones prehelénicas (arte cicládico, arte minoico y arte micénico):
- Geométrico (siglos IX y VIII a. C.)
- Orientalizante (final del siglo VIII y comienzos del VII a. C.)
- Arcaico (siglos VII y VI a. C.), en la decoración pictórica de la cerámica se caracteriza por las figuras negras.
- Severo (finales del VI y comienzos del V a. C.), en la decoración pictórica de la cerámica se caracteriza por los vasos bilingües.
- Clásico (siglos V y IV a. C). —desde el inicio de las guerras médicas (490 a. C.) hasta el reinado de Alejandro Magno (336-323 a. C.)—, en la decoración pictórica de la cerámica se caracteriza por el uso de las figuras rojas, que se prolonga en el periodo posterior.
- Helenístico (final del siglo IV y siglos III y II a. C.), prolongado por el arte romano a partir de la conquista romana de Grecia (146 a. C.).

## Arquitectura

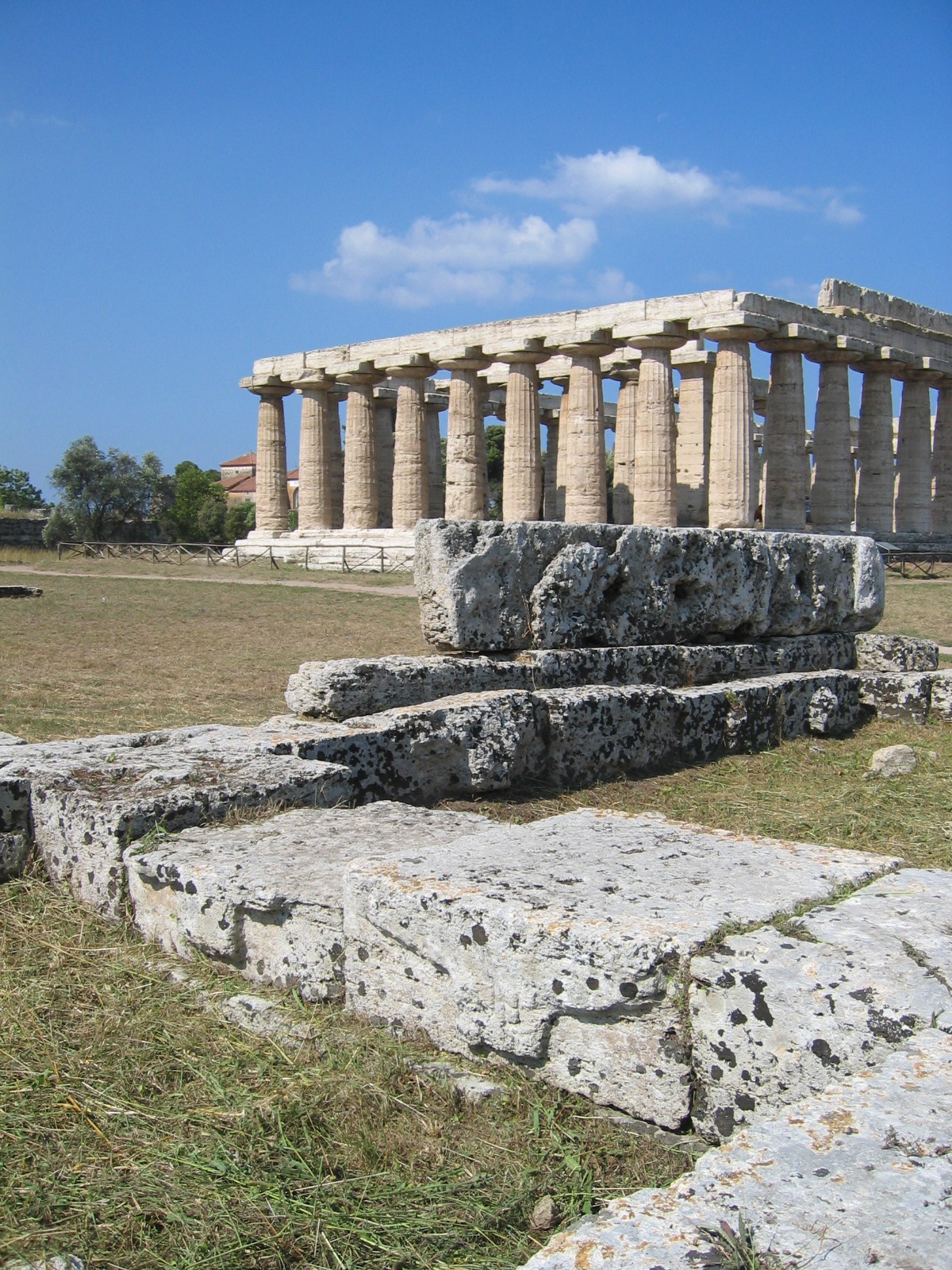
Templo de Hera I en Posidonia (h.).

Uno de los signos más fácilmente reconocibles de los logros artísticos griegos es su arquitectura, caracterizada por las elegantes columnas de piedra y los frontones triangulares esculpidos de los tres estilos arquitectónicos que se desarrollaron entre el 600 y el 300 a. C. Estos estilos fueron creados para construir más templos a los dioses que eran muy importantes para ellos. Esculpidos en mármol, ellos imitaron las técnicas de corte de la madera de los edificios hechos originalmente en este material.
Desde que se inicia el periodo arcaico de la historia de Grecia a finales del siglo VIII a. C. se produce una expansión de la polis griega, instaurándose un nuevo orden ciudadano, con la tiranía como marco político principal, sistema que pronto desaparecerá frente al ideal igualitario de ciudadanía del siglo V a. C. La legitimación de este tipo de mandato ciudadano supone la promoción de grandes obras públicas, representativas del prestigio del tirano, quien apoya la creación de edificios civiles y religiosos en las ciudades donde gobierna, para lo cual manda remodelar su entramado urbano. Esta actuación tuvo como objeto otorgar a cada urbe una identidad propia, al tiempo que mostrar su preponderancia sobre el resto de ellas. Consecuentemente, el arte desempeña en esta etapa un nuevo papel propagandístico de la tiranía, cuyos gobernantes lo utilizan para justificar su poder escasamente legitimado. A partir del siglo VI a. C. el centro político de la polis se convierte en un lugar de gran relevancia artística, convirtiéndose la plaza pública o ágora en el corazón de las actividades cívicas de la sociedad. Entre todas ellas sobresale la de la ciudad de Atenas, impulsada por el legislador Solón y monumentalizada en la época de los Pisistrátidas.
La gran mayoría de edificios griegos no han perdurado, debido a varias razones: fueron destruidos en guerras, saqueados para obtener materiales de construcción o abatidos por terremotos. Solamente han sobrevivido un puñado de templos, tales como el Partenón y el Hefestión, o templo de Hefesto, en Atenas. Cuatro de las siete maravillas del mundo antiguo fueron creadas por los griegos, y ninguna de ellas han perdurado: la estatua de Zeus en Olimpia, el templo de Artemisa en Éfeso, el Coloso de Rodas y el Faro de Alejandría.

### El orden arquitectónico
El elemento más característico de la arquitectura griega es la fijación de los órdenes clásicos, entendidos como la unión fija de un elemento de soporte (en este caso, la columna) con un elemento soportado (la cubierta), de modo que siempre se mantiene la misma relación entre ellos. Los órdenes del mundo griego se forman durante la época oscura y están consolidados cuando se inicia la época arcaica. Los tres órdenes del mundo griego reciben los nombres de dórico, jónico y corintio. Los dos primeros se forman durante la época oscura y están consolidados cuando se inicia la época arcaica, mientras que el orden corintio se origina en último lugar, a finales del siglo V a. C., derivando del jónico:

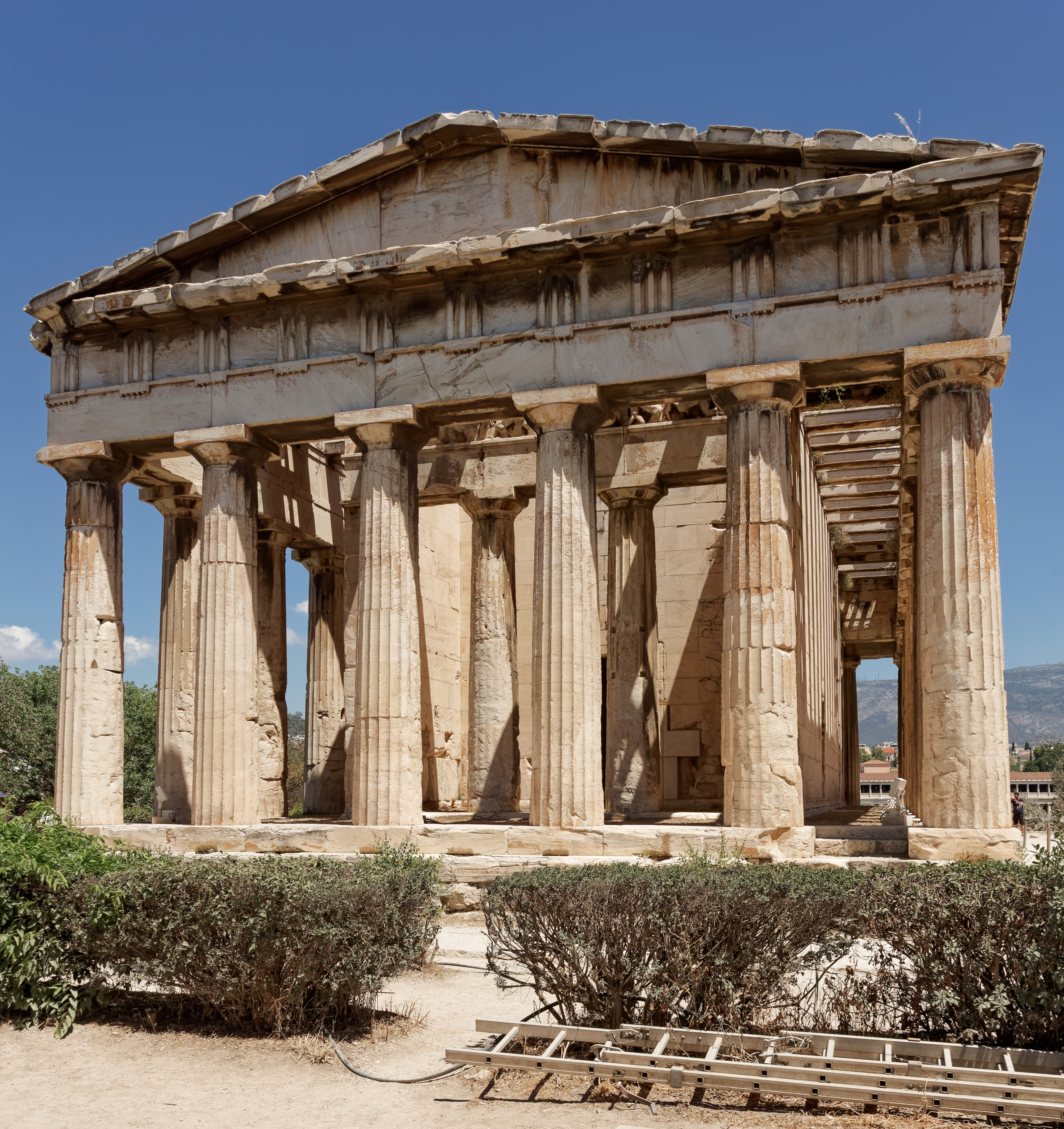
Hefestión de Atenas (449-), templo de orden dórico.

- El orden dórico es el más antiguo y el más simple, con columnas firmes y frentes cubiertos con esculturas que, al mismo tiempo, podían pintarse de rojo o azul para generar impacto. No tiene basa, en contraste con otros estilos. Tiene como base tres escalones, los dos primeros por abajo llamados estereobatos y el primero por arriba llamado estilobato. No tiene basa y el diámetro del fuste es más pequeño desde el estilobato hasta el capitel, pero no es regular ya que se abomba en el centro (éntasis). La separación entre el fuste y el capitel es el collarino, que da al equino, que es el núcleo principal y tiene forma de plato, y después da al ábaco, que es un prisma rectangular. Encima del ábaco se coloca el arquitrabe, que es una viga que une las dos columnas, que después sujeta la tenia, que es una cinta fina, y las régulas, que son triglifos cortados. El friso se compone de triglifo y metopa, los mútulos son los triglifos cortados, y el geison es un alero que marca profundidad en el frontón la delimitación triangular del tejado en el templo y que hace posible el frontón es la sima. El mejor ejemplo superviviente de un templo dórico es el Partenón (447-438 a. C.), en la acrópolis de Atenas. Otros ejemplos notables de templos de orden dórico son el Templo de Hera I en Posidonia (h. 550 a. C.) y el Hefestión de Atenas (449-415 a. C.)
- El orden jónico apareció alrededor del mismo tiempo en las ciudades más ricas de Asia Menor. Produce la sensación de más ligereza y es más decorativo, con columnas esbeltas destacando volutas ensortijadas en cada esquina del capitel. El estilo alcanzó su apogeo en el desaparecido Templo de Artemisa en Éfeso, una de las siete maravillas del mundo antiguo. También es de arquitectura jónica el Templo de Atenea Niké en la Acrópolis de Atenas. Tiene la misma base que el orden dórico y se le añade un elemento que permite decorar el fuste, la basa. El fuste recibe el mismo trato que en el dórico excepto en el éntasis, ya que no tiene. El capitel, aunque puede ser más compuesto, está decorado con volutas, y el collarino pasa a formar parte del capitel y no se le da tanta importancia como antes. El arquitrabe pasa a tener tres bandas horizontales que se llaman fasciae y que rebasan cada una a su inmediata inferior. El friso es un espacio liso dedicado a realizar esculturas en él. Los demás elementos son iguales que el dórico.
- El orden corintio surgió hacia el año 400 a. C. como una nueva versión, más elaborada, del orden jónico. Se caracterizaba por intrincadas hojas espinosas de acanto esculpidas en los capiteles de las columnas, que puede reflejar la influencia del Oriente Medio. La prestancia del estilo corintio lo convertiría en el estilo arquitectónico favorito de la arquitectura de la Antigua Roma.

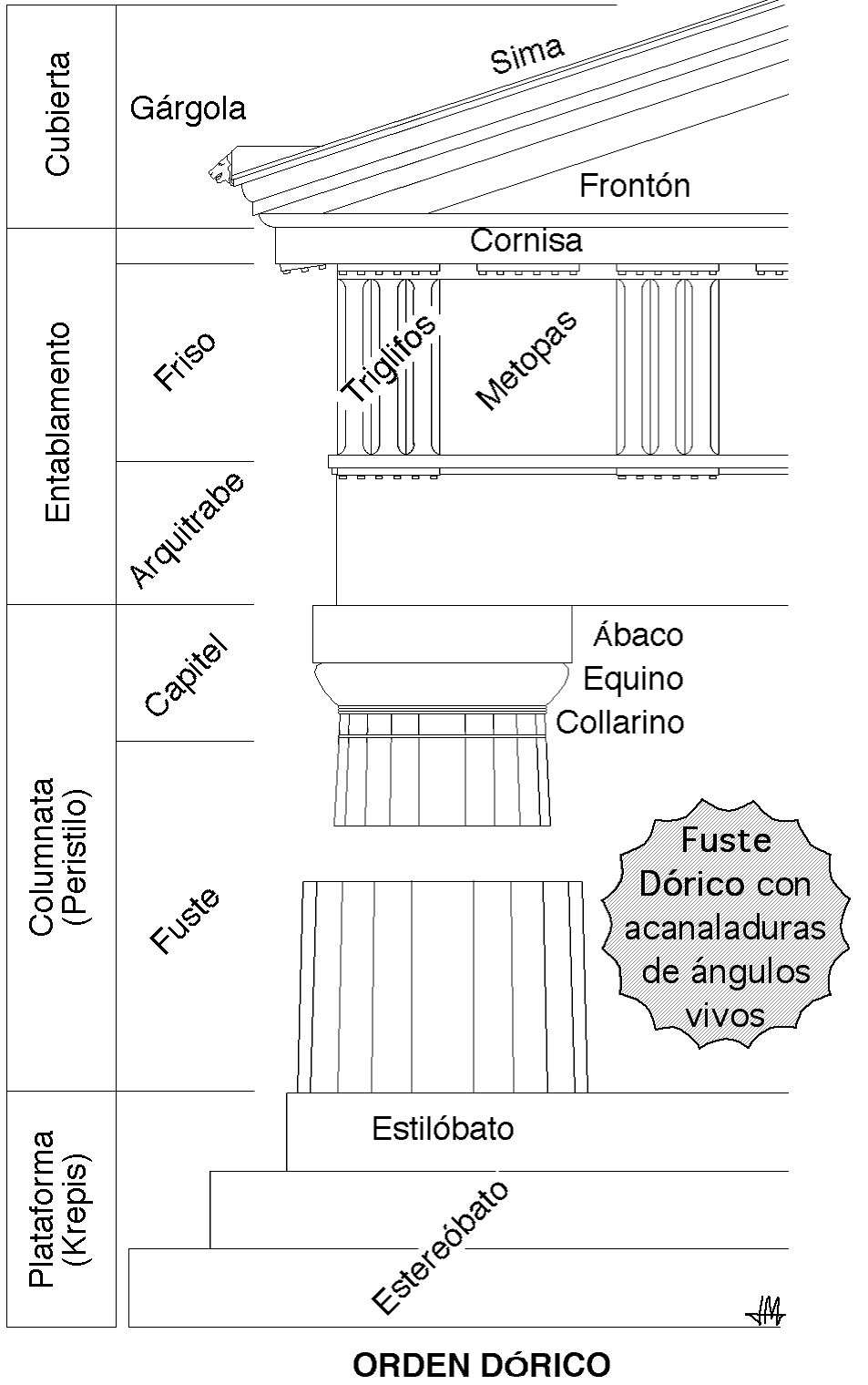
Orden dórico
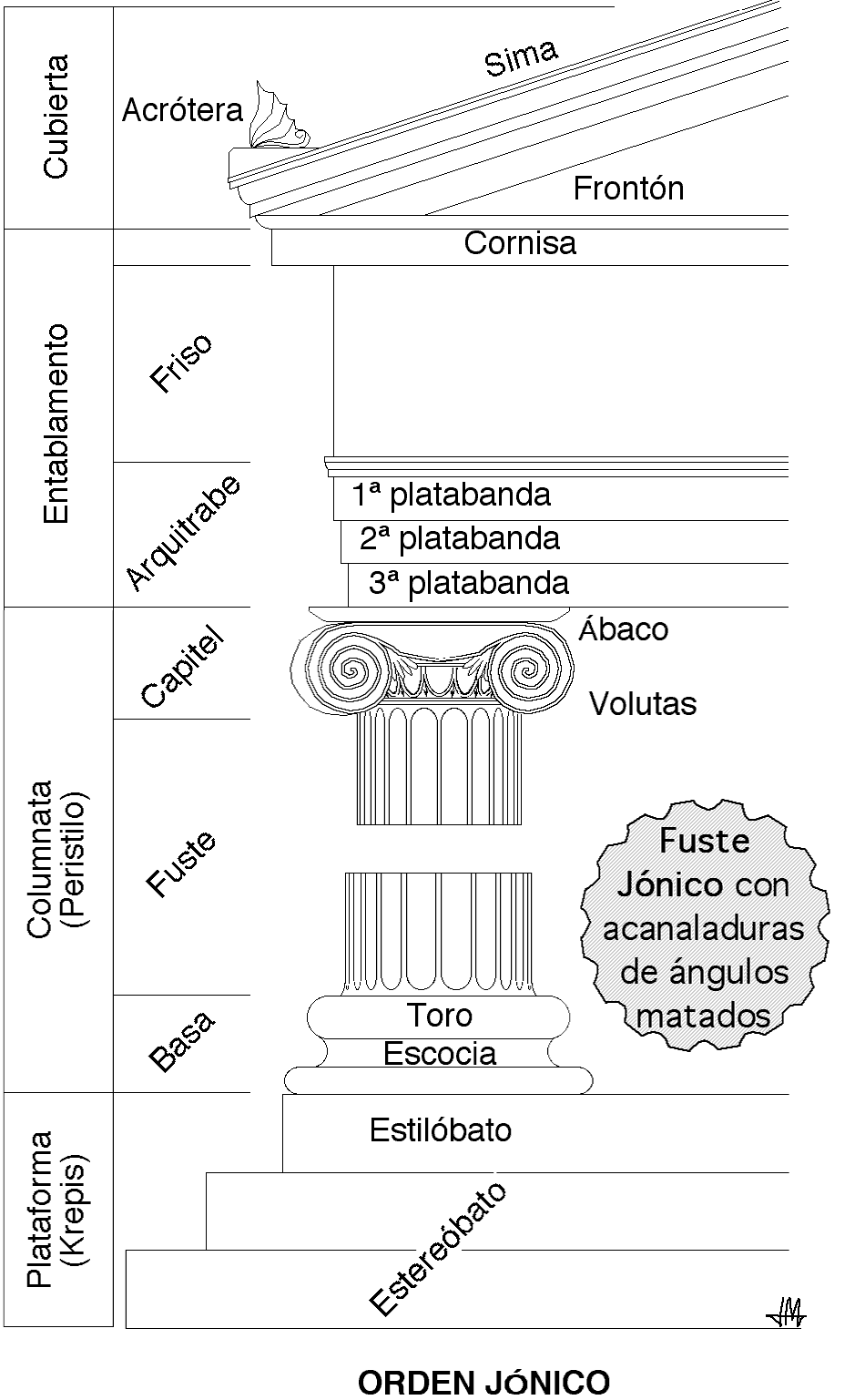
Orden jónico
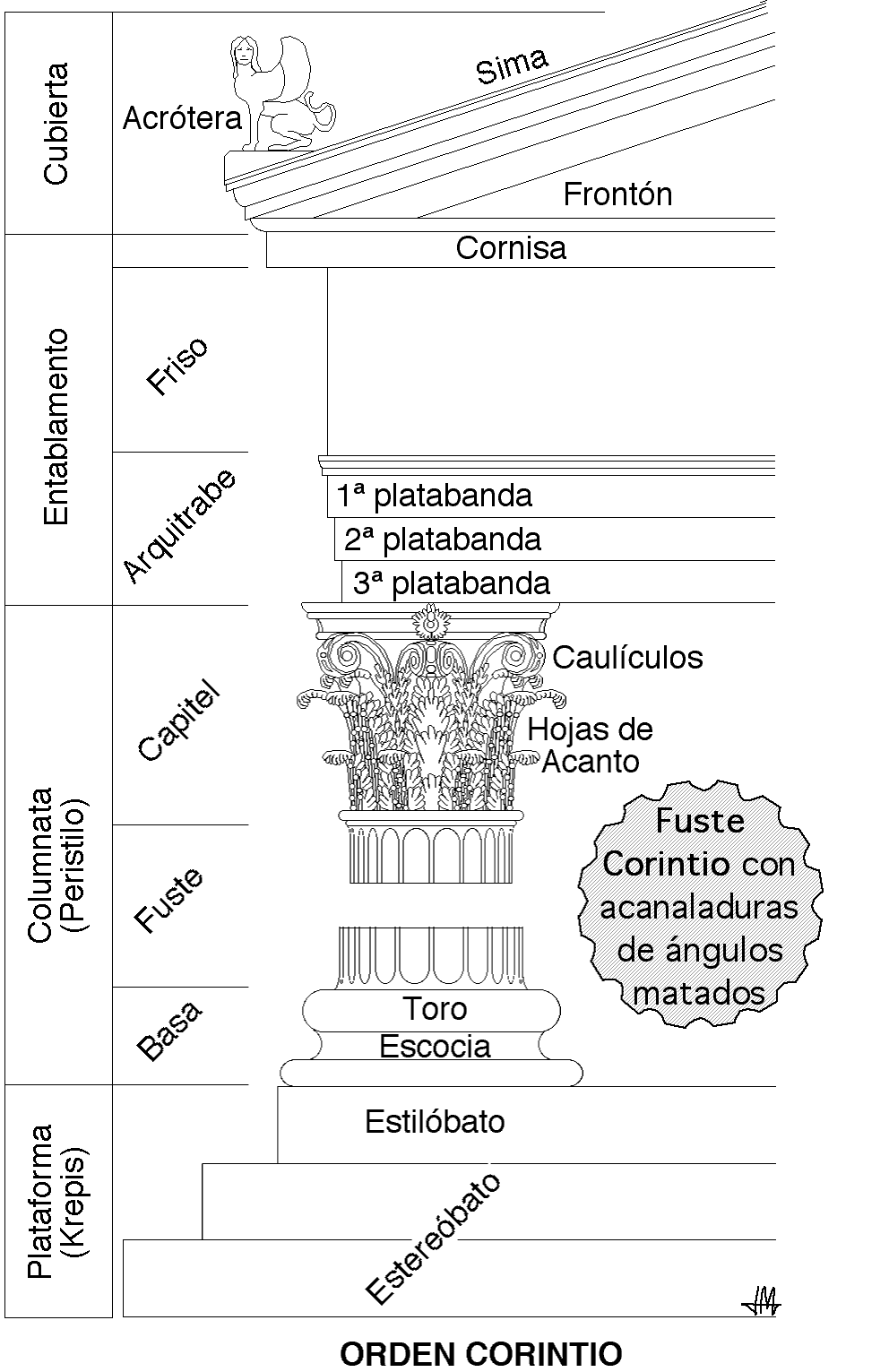
Orden corintio

### El templo

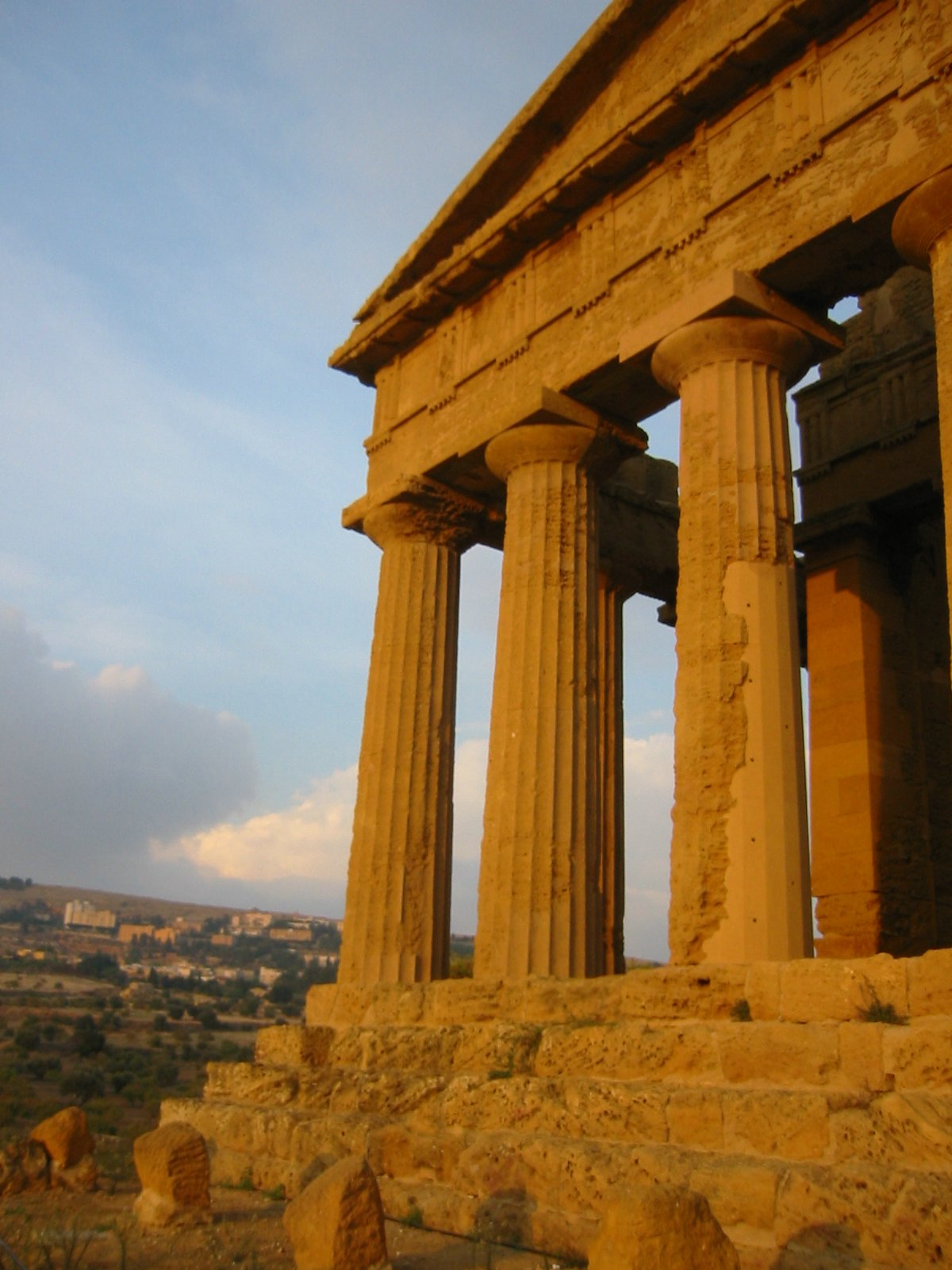
Ruinas de un templo griego a la luz del sol (Sicilia).

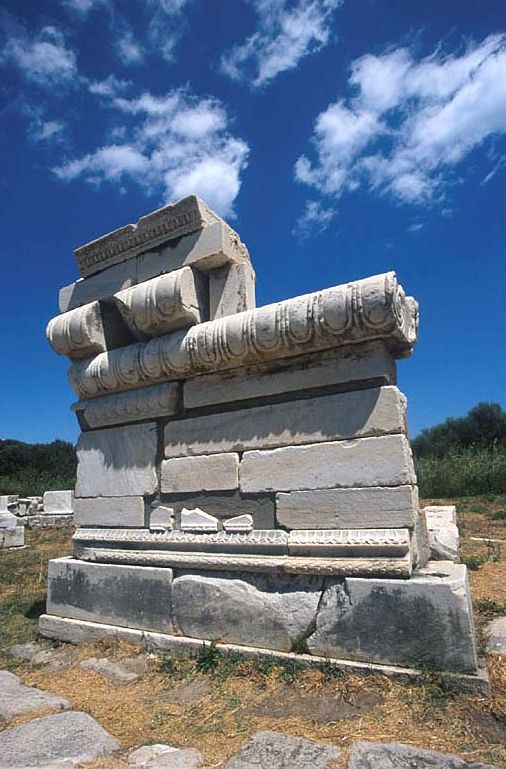
Ruinas del Hereo de Samos.

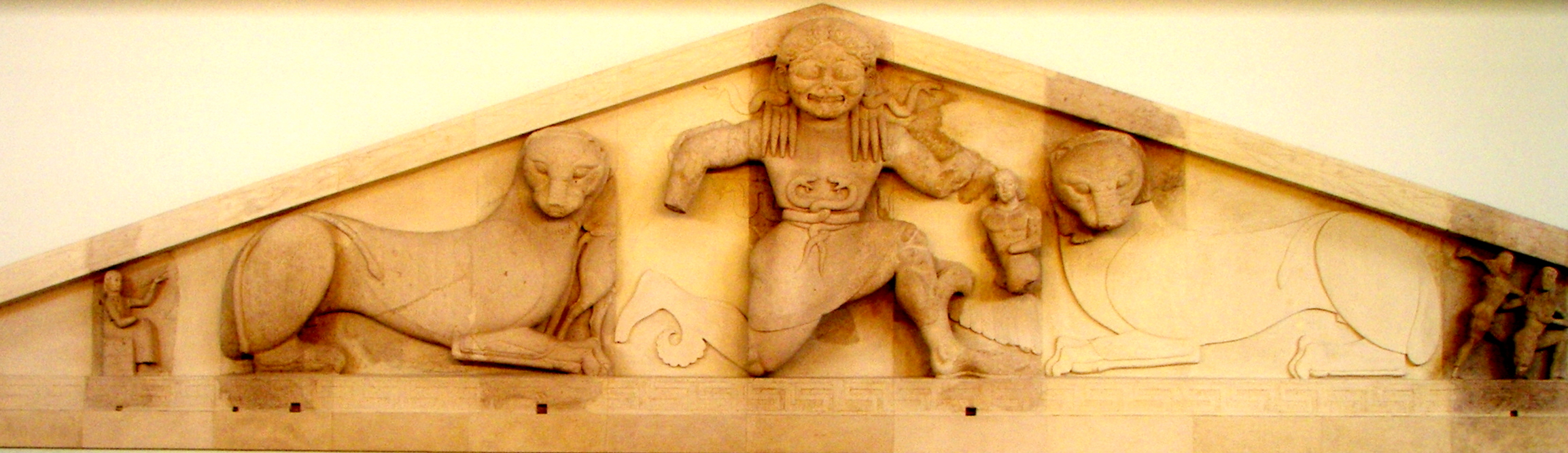
Frontón del templo de Artemisa en Córcira (Corfú), con Gorgona flanqueada por leones. Hacia

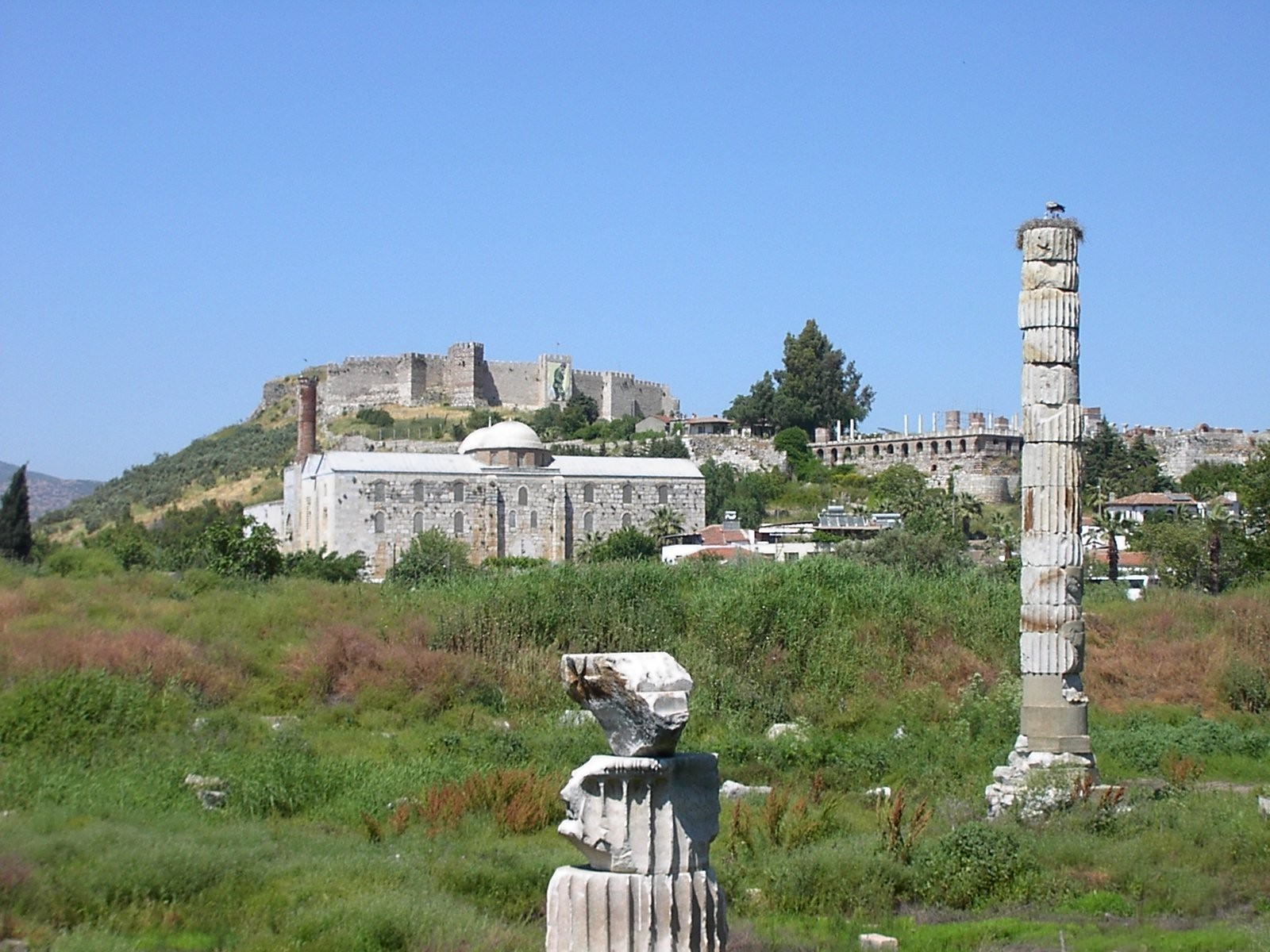
Ruinas del Templo de Artemisa en Éfeso.

La Antigua Grecia destacaba en la arquitectura. La construcción más representativa de la arquitectura griega son los templos, ya que su principal función era brindar protección o albergue a una deidad o dios. En el interior se encontraba la efigie de la deidad, mientras que en el exterior se le rendía culto. Los griegos utilizaban el pretexto religioso para justificar con esto sus grandes creaciones; de esta forma podían desatar su imaginación y crear maravillosas estructuras. Considerado como una arquitectura sublime, esto sirvió de ejemplo para la construcción de otras estructuras griegas; por esto los edificios griegos comparten similares características.
El culto religioso desempeñó un papel fundamental en la sociedad griega desde la época arcaica, de manera que todas aquellas ciudades que dispusieron de medios económicos suficientes promovieron la construcción de edificios religiosos en piedra, los cuales cumplieron un importante papel a la hora de cohesionar las diferentes clases de la nueva sociedad, menos igualitaria que la de siglos anteriores. Se crean ahora santuarios panhelénicos, como Delfos y Olimpia, donde los distintos tiranos realizan grandes ofrendas votivas para exhibir su poder, y se fomentan nuevos cultos populares, al tiempo que surgen mitos relacionados con dioses y héroes locales, lo que incrementa las identidades políticas de las distintas polis que necesitan sentirse independientes y destacar sobre el resto.
La arquitectura griega fijó las formas del templo, que se fue desarrollando en las acrópolis (ακρόπολις) o ciudadelas elevadas de cada ciudad; así como en los santuarios panhelénicos. Los propiamente panhellénikós (πανελληνικός -"de todos los griegos"-), celebraban juegos (agónes αγώνες -"contienda", "desafío", "disputa"-), donde competían atletas y aurigas en representación de sus polis, en una sublimación de la violencia en lo sagrado que convertía a los vencedores en héroes o semidioses, por lo que adquirían el derecho a ser representados en estatuas; y acumulaban riquísimas ofrendas, guardadas en lujosos edificios, levantados a costa de cada polis (los thesaurós θησαυρός).
Aunque había muchos otros juegos en honor de otras divinidades o en otras polis (como los Panatenaicos de Atenas), se destacaban los celebrados en torno a cuatro santuarios, no por el premio ofrecido (unas olivas, o una corona de hojas de laurel), sino por el prestigio que daba la concurrencia periódica (cada dos o cuatro años) de gentes de toda la Hélade: los del Santuario de Apolo en Delfos (donde se encontraba el oráculo de Dodona), los del Santuario de Zeus en Olimpia (del que solo quedan ruinas, donde se celebraban los Juegos Olímpicos), los del santuario de Poseidón en Istmia (del que solo quedan los cimientos, donde se celebraban los Juegos Ístmicos) y los del santuario de Zeus en Nemea (del que quedan unos restos de época helenística, donde se celebraban los Juegos Nemeos).
Sin ser estrictamente panhelénicos, también alcanzaron un enorme prestigio en toda la Hélade otros santuarios. Uno de ellos era el Hereo de Samos (Ἥραιον, Heraion), donde se celebraba la eclesiástica hierogamia (ἱερός γάμος). Sus construcciones iniciales datan del siglo VIII. El edificio principal, obra de Reco y Teodoro de Samos (mediados del siglo VI a. C.), es considerado el primer gran templo de orden jónico; fue destruido por un terremoto diez años después de su construcción. Otro santuario de gran fama fue el Templo de Artemisa en Éfeso, el segundo gran ejemplo del orden jónico, que entró en el catálogo de las siete maravillas del mundo.

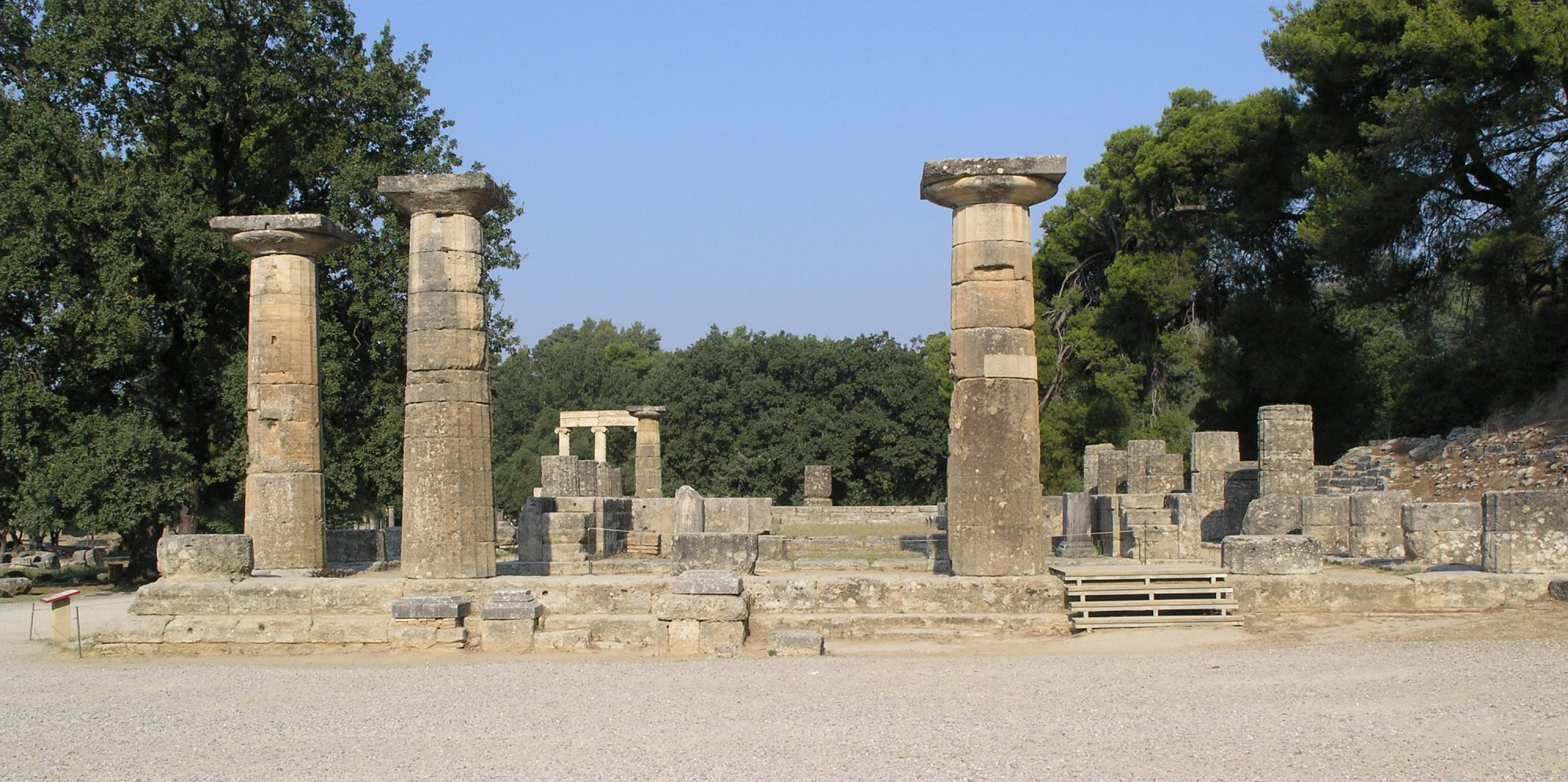
Restauración de las ruinas del templo de Hera en Olimpia. Se destruyó en un terremoto en el, y no se reconstruyó.

La lista de los templos importantes sería inacabable. Algunos de los más destacables son el templo de las Musas en Helicón (de hecho, todo el monte Helicón estaba dedicado a ellas, al igual que el monte Parnaso, pero de un modo más tangible a la forma en que el monte Olimpo lo estaba a los principales dioses), el templo de Démeter en Eleusis, templo de Apolo en Dídima, diversos templos dedicados a Poseidón (en Halicarnaso, en Ege, en Calauria, en Atenas), a Artemisa (en Carje, en Esparta), a Afrodita (en Cnido, en Lindos, en Citerea) o a Hermes (en Imbros, en Samotracia, en Lemnos), el Templo de Hera en Olimpia y varios templos consagrados a Asclepio, como el Asclepeion de Cos y el Asclepeion de Epidauro, que alcanzarían gran prestigio. Algunos templos griegos forman una relación espacial definida, como el "Triángulo Sagrado" entre el Partenón (Παρθενών -templo "de la virgen", es decir, de Atenea-, en Atenas), el Templo de Poseidón en Sunio (Σούνιον, en el promontorio desde el que Egeo se arrojó al mar) y el Templo de Afaya en la isla de Egina.

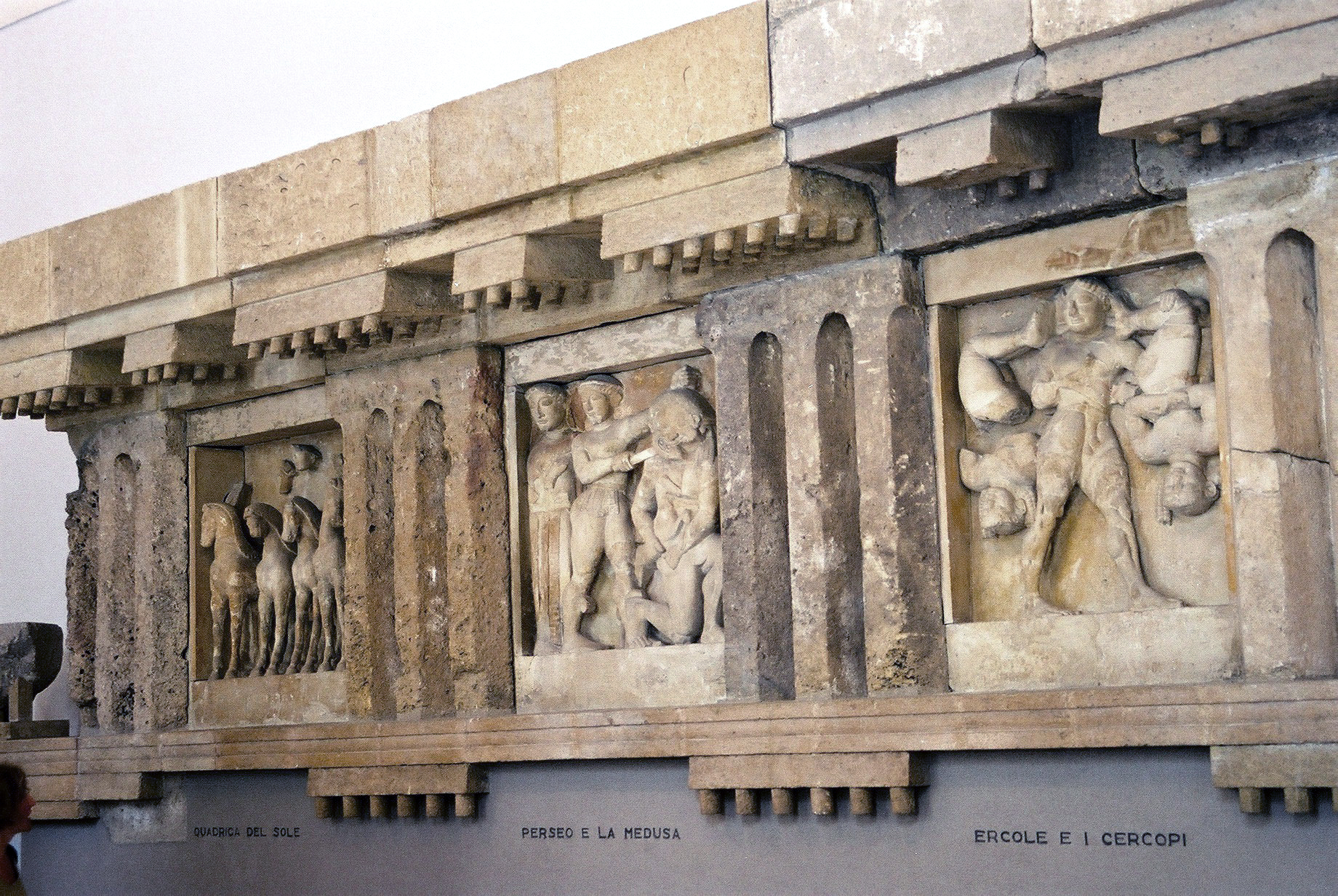
Triglifos y metopas del friso del Templo C de Selinunte, dedicado a Poseidón (h.). Las esculturas representan el carro de Helios, la decapitación de Medusa por Perseo (que lleva las sandalias aladas y el pétaso de Hermes) y a Heracles capturando a los Cercopes.

La forma del templo griego derivaba del megaron (μέγαρον) micénico: esencialmente una planta rectangular cubierta con tejado a dos aguas, con los elementos estructurales de madera. Con la misma estructura se han encontrado restos de un templo de la Época Oscura en Lefkandi (Eubea), y los primeros restos encontrados del Hereo de Samos (mediados del siglo VIII a. C.) son similares. La "petrificación" de los elementos del templo se fue produciendo paulatinamente (columnas -cuyo fuste mantiene el recuerdo vegetal con las estrías o el acanalamiento-, vigas -que producen los remates exteriores de triglifos y metopas-, arquitrabes, cornisas, etc.), siendo el ejemplo más evidente el Templo de Hera en Olimpia (h. 600 a. C.). Una de las razones que impulsaron el cambio fue la generalización de las tejas de cerámica en sustitución de la cubierta de paja y ramas, y que se produjo en Corinto en el siglo VII a. C. Uno de los primeros fue el Templo de Apolo en Termo (Etolia), hacia el 630 a. C. El peso, muy superior, obligaba a disminuir la pendiente del tejado, y terminó por definir las proporciones definitivas del frontón. En las distintas zonas de la Hélade se definieron los estilos dórico (más sobrio y macizo) y jónico (más esbelto y decorativo).
La diferencia principal del templo arcaico al templo prehelénico es que se hace el alma de la ciudad, es decir, antes los palacios eran, a su vez, refugios para los ciudadanos en caso de guerra, en la época arcaica son los conjuntos de templos, es decir la acrópolis, es la casa del dios y el refugio de los ciudadanos, ya que estaban situados en una colina y además estaban fortificados, probablemente para las utilidades de antes.
Las ceremonias, cualquiera pese a su importancia, se realizan fuera del templo para que el olor de los sacrificios llegase a la estatua divina para que esta se lo agradeciese y les diese buenas cosechas, etc.
Al principio los templos son muy pequeños y apenas se diferencian de una casa, pero con el tiempo, además de la sustitución de elementos blandos por rocas o sillares, se establecen los órdenes: el dórico, el jónico y el corintio. Además la arquitectura griega es adintelada o arquitrabada por la viga que se pone en el pórtico llamada dintel. Ignora los arcos y otros tipos de arquitectura. Los templos suelen estar cubiertos por un tejado a dos aguas. El templo que no está cubierto por un techo es denominado hipetro.

#### La planta
Al templo se accede por el pórtico, que está entre columnas, que lleva a la sala que cobija al dios (naos), que lleva al opistodomos, lugar sellado donde se encuentra el tesoro del templo, aunque a veces se puede acceder desde el exterior.

El pórtico de la fachada principal tiene casi siempre un número par de columnas, que en la historia del arte griego sirve para calificar a los templos como dístilos (con dos columnas), tetrástilos (cuatro), hexástilos (seis), octóstilos (ocho), decástilos (diez), etc. Una notable excepción es el Templo de Hera I en Posidonia, con un pórtico de nueve columnas.

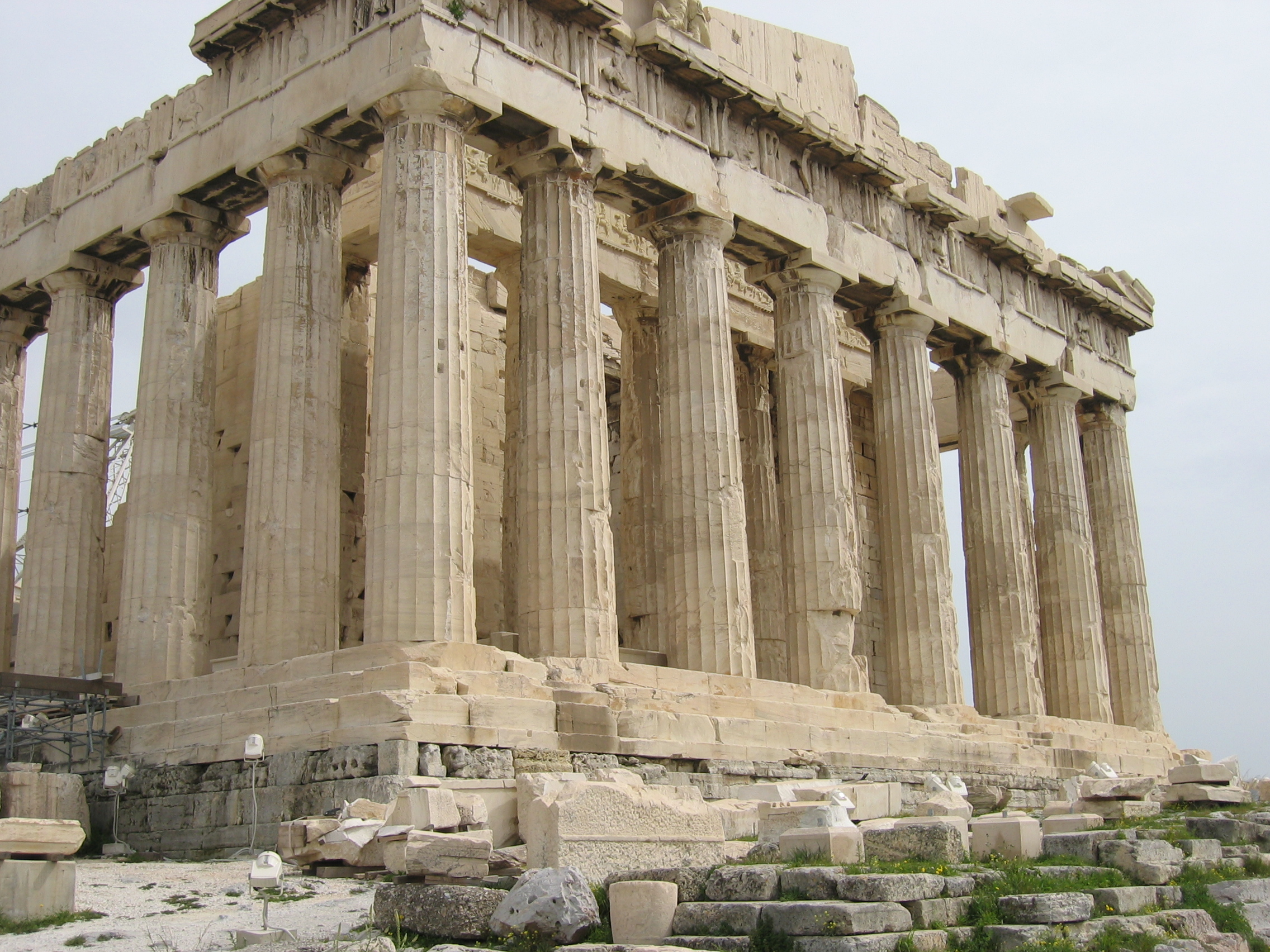
El Partenón (447-), templo octóstilo períptico de orden dórico.

Otros tipos de templo definidos en función del lugar que ocupan las columnas son:
- Áptero: no tiene columnas en sus fachadas laterales.
  - Próstilo: Si solo tiene pórtico de columnas en la parte delantera, se denomina próstilo. Un caso particular es el dístilo in antis, que solo tiene dos columnas flanqueadas por las antas de los muros laterales. Según las columnas que tenga el pórtico, será dístilo (dos columnas), tetrástilo (cuatro), y así sucesivamente, siempre siendo pares.
  - Anfipróstilo: Si solo tiene pórtico de columnas en la parte delantera y en la parte posterior, se denomina anfipróstilo.
- Dentro de los templos que disponen de columnas en sus cuatro lados, se pueden distinguir varios tipos:
  - Períptero: el pórtico de columnas rodea por completo la naos del templo. Un caso particular es el díptero, cuando son dos las filas de columnas que rodean la cámara interior. El término períptero suele reservarse a los templos que solo disponen de una fila de columnas.
  - Pseudoperíptero: todos los lados del templo tienen columnas, pero solo las columnas del pórtico delantero están exentas, mientras que las columnas de los demás lados están encastradas o adosadas en los muros de la naos.

## Escultura
Εἴθ' ἐξαλειφθεῖσ' ὡς ἄγαλμ' αὖθις πάλιν
αἴσχιον εἶδος ἔλαβον ἀντὶ τοῦ καλοῦ
¡Ójala pudiera, borrada como en una estatua,
desaparecer mi belleza y tener un desagradable aspecto!
Helena, de Eurípides.

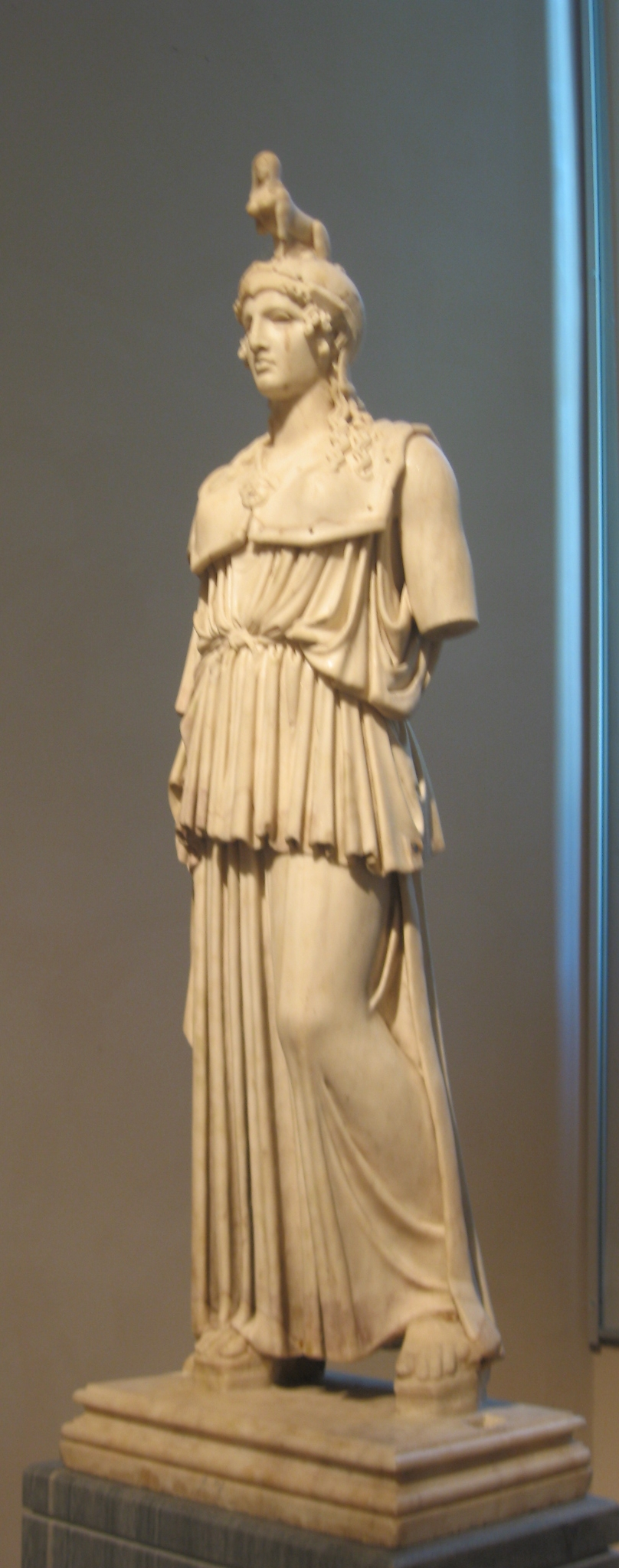
Atenea. Copia romana de la obra de Fidias.

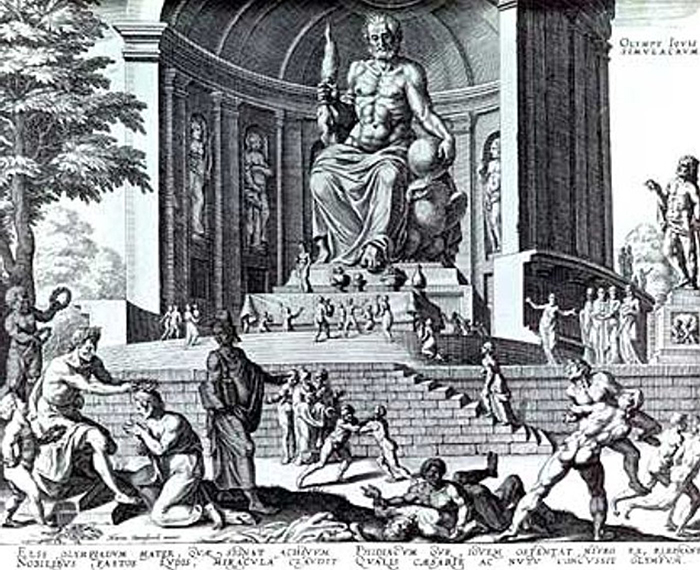
Grabado de la estatua de Zeus en Olimpia.

Todas las esculturas y obras de arquitectura que han perdurado, solo son una pequeña muestra de la inmensa colección de obras griegas. Muchas esculturas de dioses paganos fueron destruidas durante la era cristiana. Desgraciadamente, cuando se calcina el mármol se produce la cal, y ese era el destino de muchas obras de mármol griegas durante la Edad Media. Las pocas estatuas que perduraron, fue porque quedaron enterradas u olvidadas. Durante ese mismo período, debido a la escasez de metales, la mayoría de las estatuas de bronce eran fundidas. Las estatuas de bronce que no fueron fundidas se perdieron en el trasporte por mar. Actualmente muchas de las obras que hoy tenemos son copias romanas.
La escultura de la Antigua Grecia alcanzó el ideal de la belleza artística hasta donde pudo llegar por sí solo el ingenio humano. Aunque Grecia floreció en todas las Bellas Artes, ninguna le distingue tanto como la escultura.
Cultivó el arte de la Antigua Grecia todos los géneros de escultura, adoptando con predilección el mármol y el bronce como material escultórico y tomando como asuntos principales los mitológicos y los guerreros a los cuales añadió en su última época el retrato de personajes históricos.
Forman su característica en los mejores tiempos del Arte (los de Fidias) la expresión de la realidad idealizada, la regular proporción orgánica, el alejamiento de lo vago y monstruoso, la precisión en los contornos y detalles, la armonía y belleza en las formas y la finura en la ejecución.

### Evolución

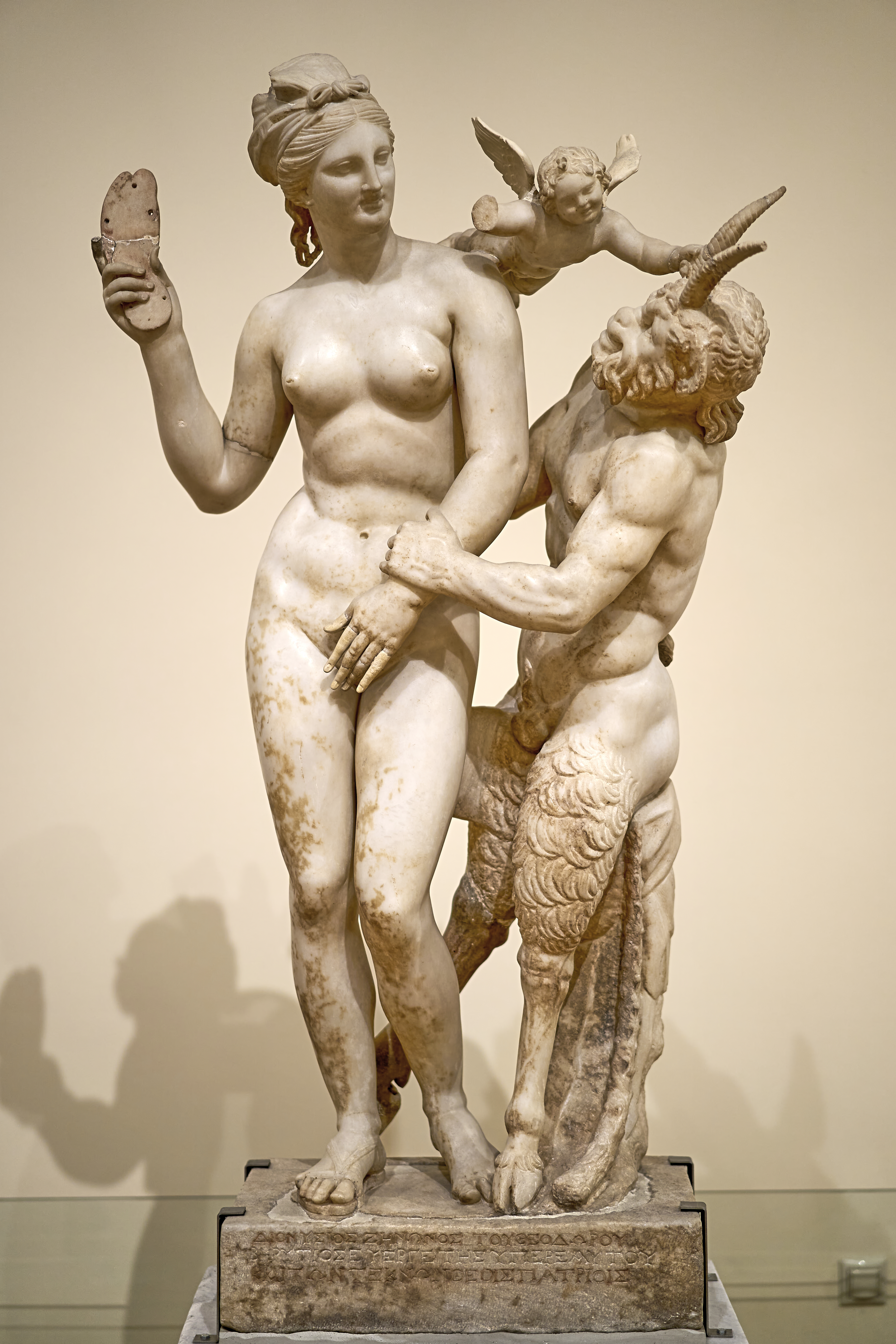
Afrodita, Pan y Eros.

Suele dividirse la escultura griega en cuatro periodos históricos bien delimitados a los cuales precede el protohistórico o minoico y micénico. En este, se desarrolló por espacio de unos veinte siglos (desde el año 3000 a. C. al 1100 a. C. aproximadamente) un arte rudimentario pero lleno de vida y movimiento que modeló el barro y trabajó la piedra, el marfil, el hueso e incluso el oro, el plomo y el bronce, produciendo relieve, grabados, entalles mitológicos en piedras finas y pequeñas estatuas e idolillos. Aunque labrados con cierta tosquedad, se presentan a veces con admirable corrección en el dibujo que parece recordar el arte de los cazadores del reno los cuales pudieron tener con la civilización egea algún lazo histórico.
El período micénico se caracteriza en arquitectura por los robustos muros y palacios de aparejo ya ciclópeo, poligonal y medio escuadrado y por las tumbas de cúpula falsa las cuales se hallan diseminadas por las regiones de Grecia y mar Egeo.
Los cuatro períodos arqueológicos que tras un prolongado silencio artístico siguieron al micénico se distinguen del siguiente modo:
1. El período de formación, desde aproximadamente el 620 a. C. al 540 a. C.;
2. El período arcaico, desde el 540 a. C. al 460 a. C.;
3. El período de perfección o clásico, hasta finales del siglo IV a. C.;
4. El período de difusión, que algunos llaman de decadencia, después de Alejandro Magno hasta la conquista de Grecia por Roma, de 323 a. C. a 146 a. C.

### Época arcaica

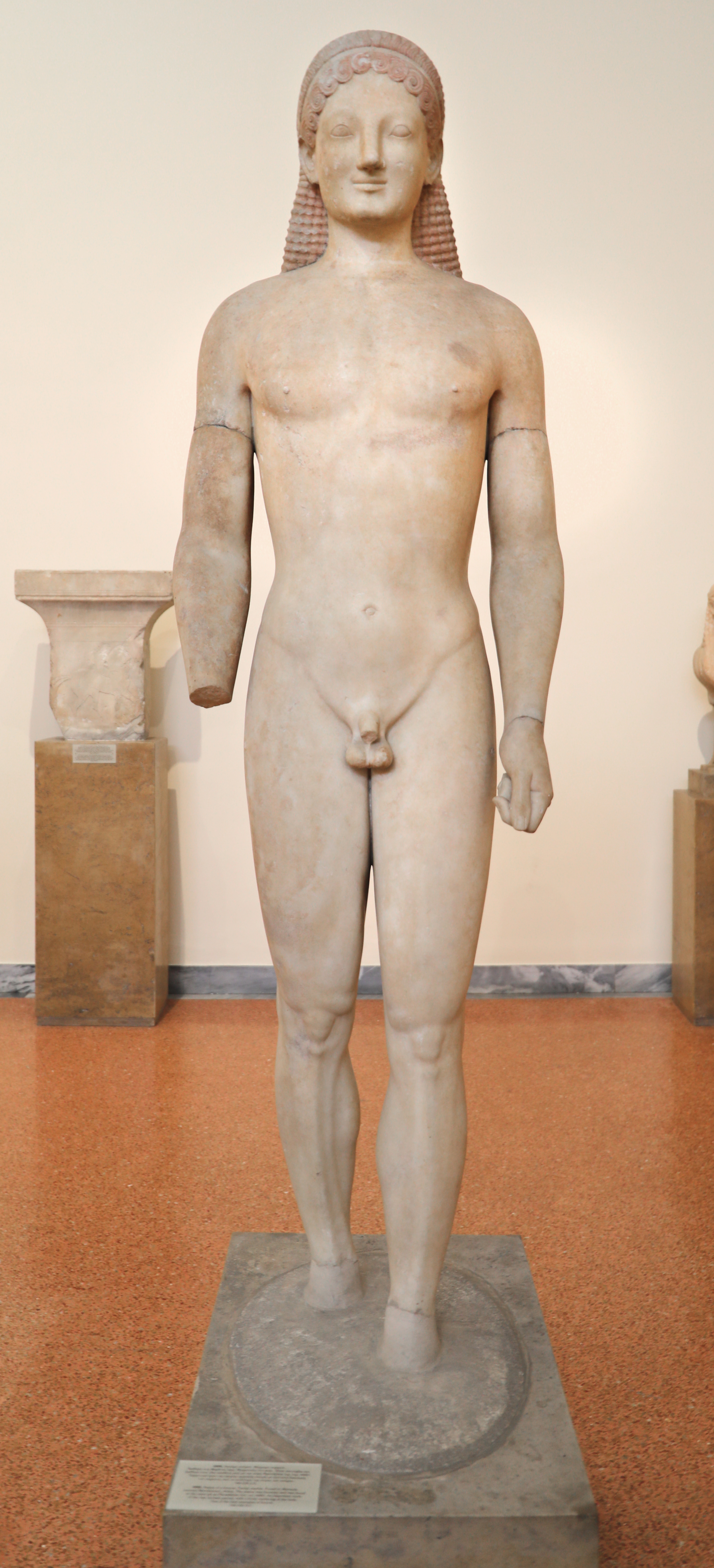
Kuros hallado en Merenda (ca. 540-). Al fondo, una figura de esfinge (sphinx) similar, pero a escala reducida, a la que como ofrenda de Naxos se levantaba sobre una monumental columna jónica en el santuario de Delfos (Esfinge de Naxos).

La escultura griega de época arcaica, influenciada notablemente por la escultura del Antiguo Egipto, se caracterizó por rasgos originales, como la sonrisa arcaica o «eginética», llamada así por exhibirse en la figura de un famoso guerrero moribundo del Templo de Afaya en la isla de Egina. Estos rasgos se fueron transformando, al final del periodo (últimas décadas del siglo VI y primeras del V a. C.), en un estilo de transición al clasicismo denominado estilo severo, estimulado finalmente por la necesidad de renovar la decoración escultórica de los templos destruida durante la invasión persa.
Las figuras masculinas (kuroi, en singular kuros κοῦρος) y femeninas (korai, en singular kore κόρη) podían representar tanto a seres humanos como a dioses, muestra de la antropomorfización de estos y de la elevación al rango semidivino o heroico de aquellos (particularmente, del prestigio que alcanzaban los vencedores en los juegos panhelénicos).
Las primeras esculturas eran las xoana (ξόανα, en singular xoanon ξόανον), de madera, representaciones muy simplificadas del cuerpo humano adaptadas a la forma cilíndrica del tronco de un árbol. Fueron sustituyéndose por figuras talladas en mármol (especialmente prestigiosa fue la cantera del Pentélico) y las fundiciones de bronce. Dada la posibilidad de reutilizar este material tan caro, han sido muy pocas las que se han conservado. De mucho menor coste eran las figurillas de terracota, que se producían a escala industrial, mediante moldes.
Además de las posibilidades texturales que ofrecen los distintos materiales y técnicas de acabado, aprovechadas de forma limitada en la época arcaica, fue la policromía aplicada sobre las esculturas la que las dotó de luminosidad y sensación de vida. Los antiguos griegos no hubieran concebido que una escultura se dejase sin pintar, la considerarían imperfecta o inconclusa. Incluso la inevitable pérdida de los colores por el paso del tiempo, que el gusto romántico considera un incremento del interés estético, era considerada como un deterioro esencial.

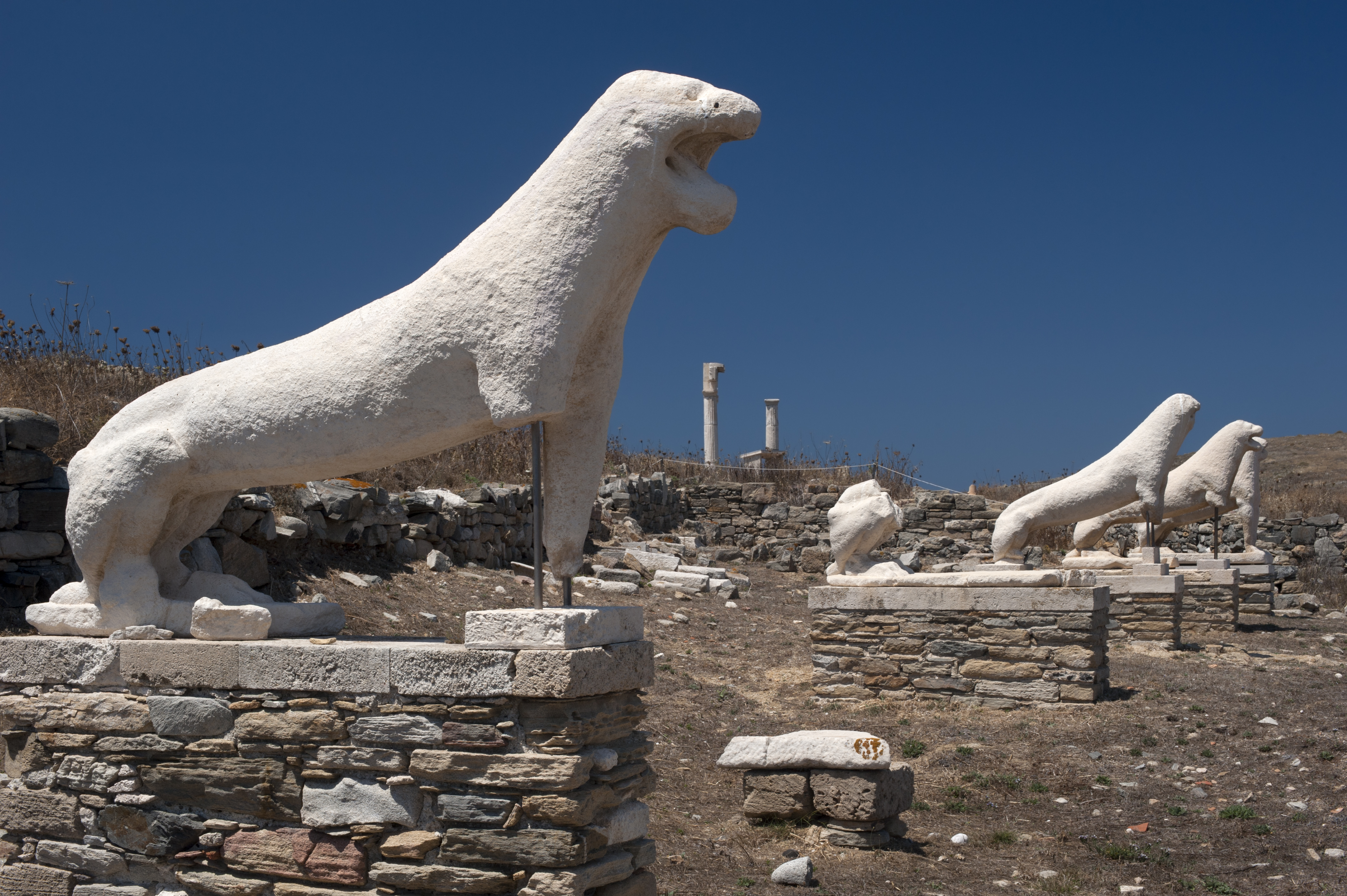
Terraza de los Leones de Delos (ca. 600 a. C.)
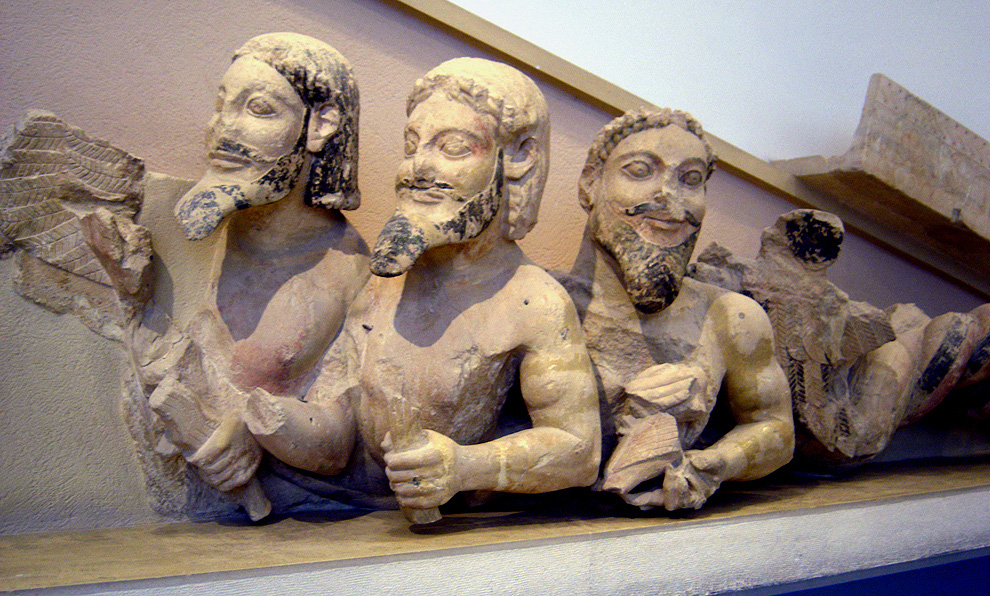
Monstruo de tres cabezas y cola enroscada que se ajusta al extremo derecho de un frontón (en el Hecatompedón o en algún otro templo destruido de la Acrópolis de Atenas).
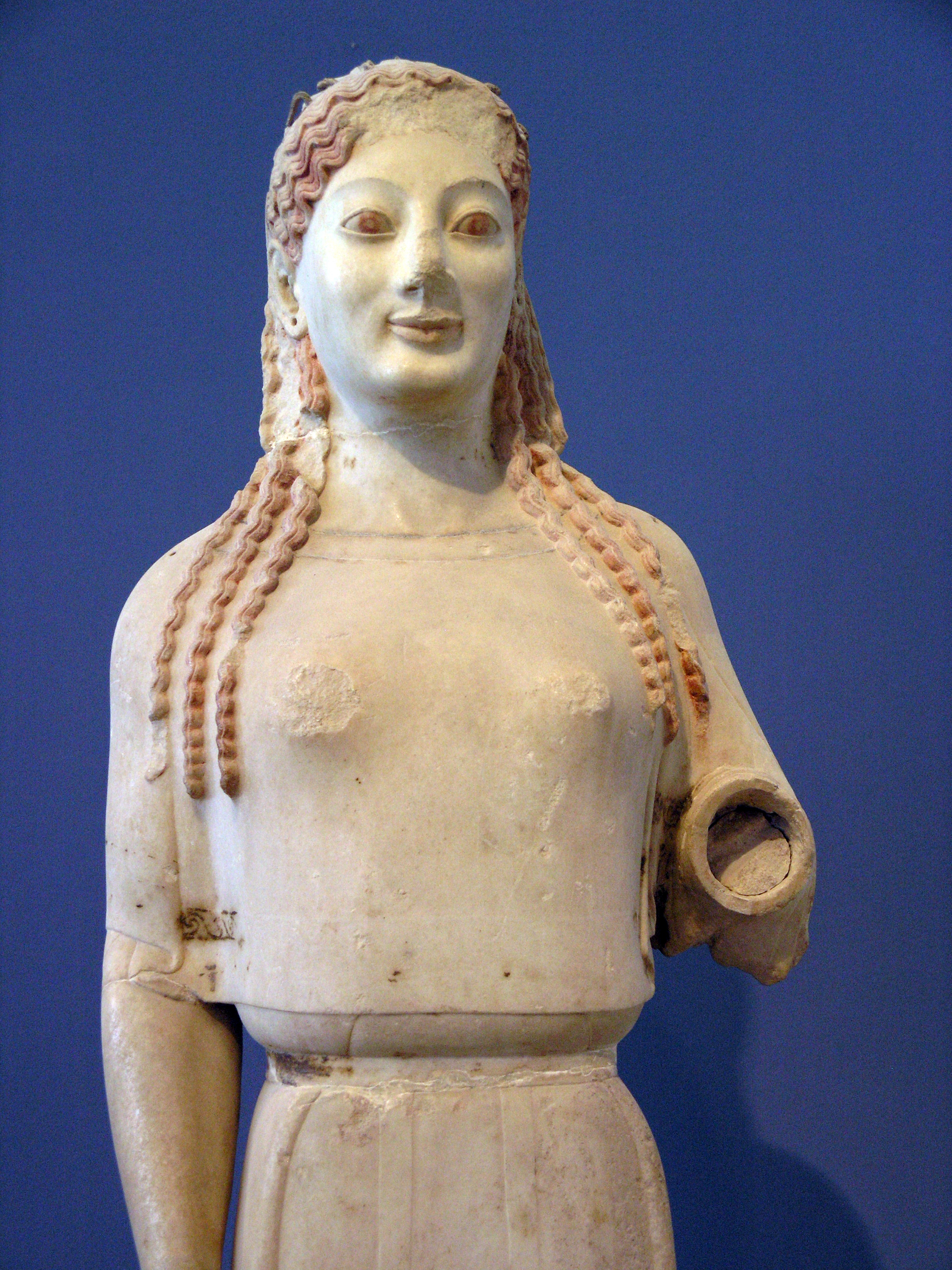
Kore llamada peplófora, hallada en la Acrópolis de Atenas (ca. 530 a. C.

#### El Tesoro de los Sifnios en Delfos

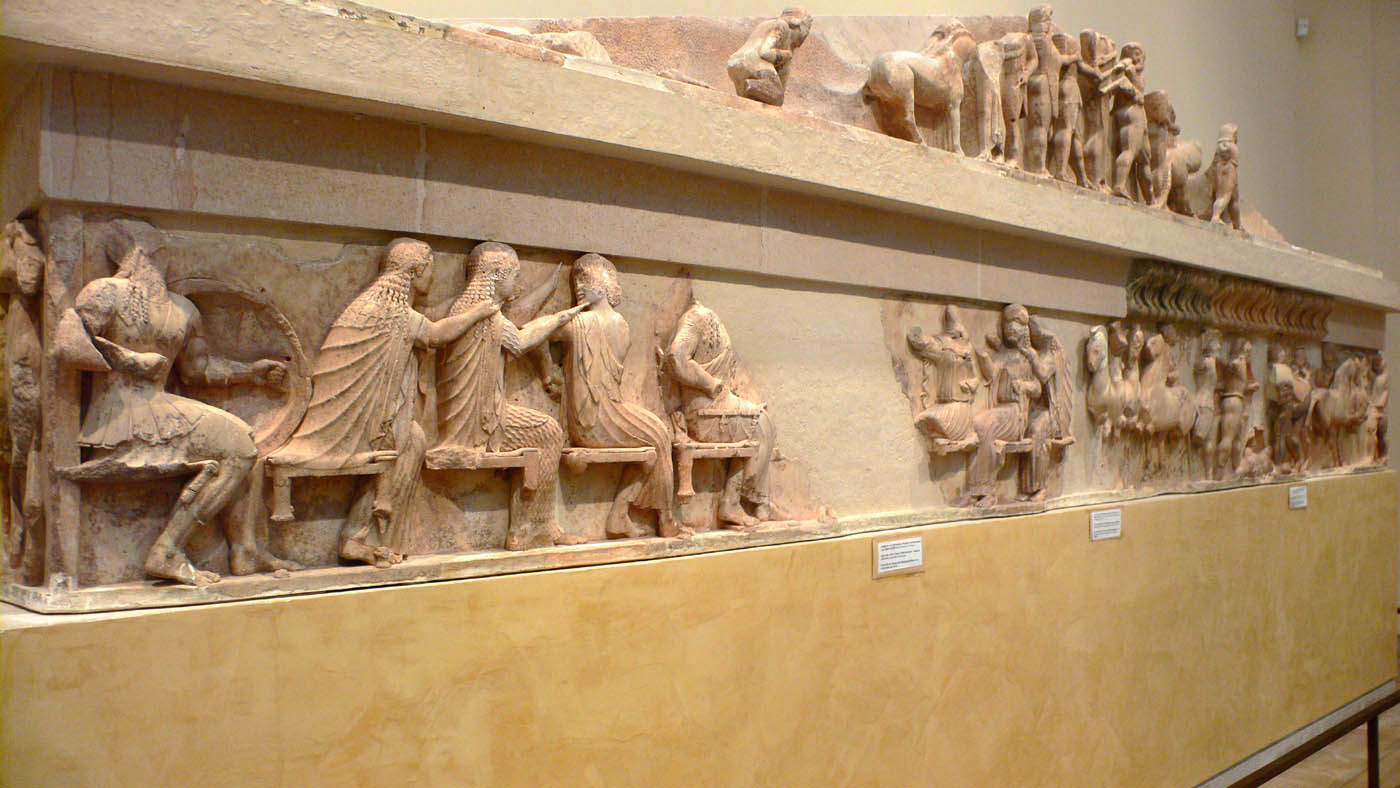
Frontón oriental.

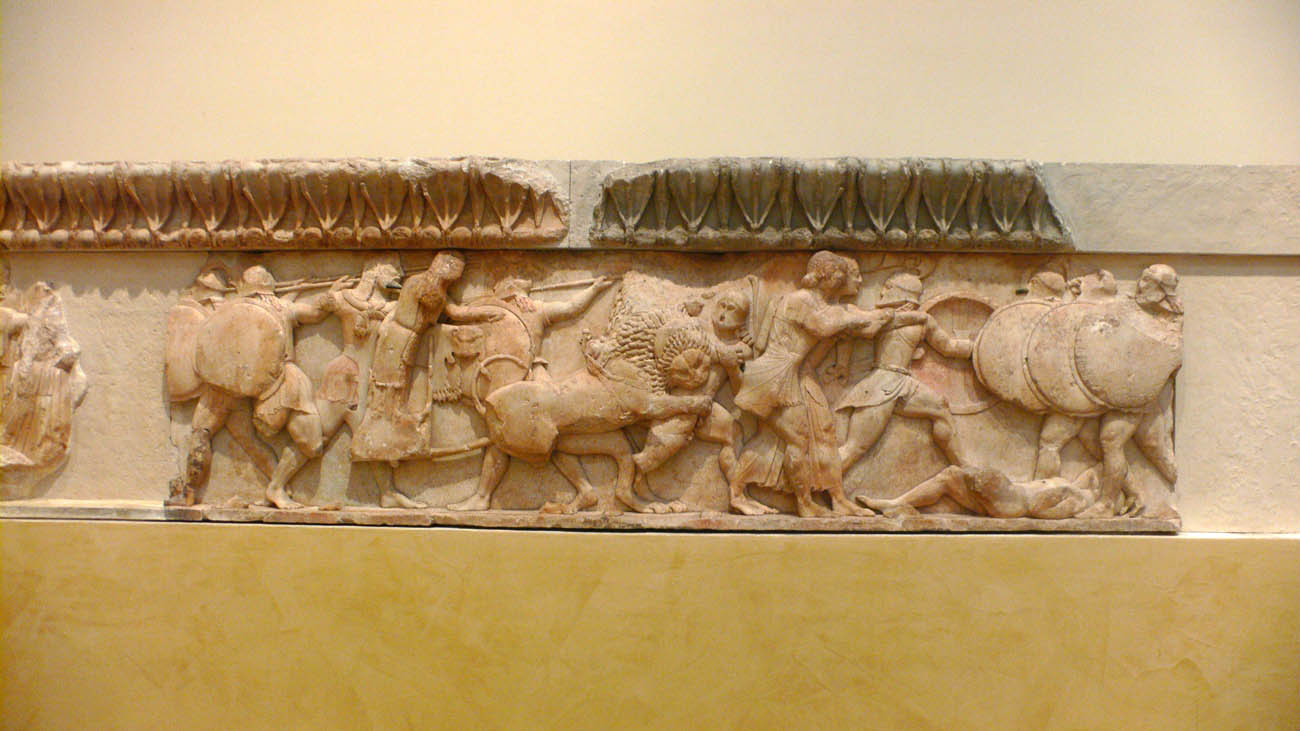
Friso norte.

El frontón oriental representa la figura de Zeus en el centro (donde el espacio permite la representación de una figura de mayor tamaño) y la disputa entre Apolo y Heracles por la posesión del trípode de Delfos. Debajo, en la parte correspondiente del friso, se representa la guerra de Troya. A la izquierda, una asamblea de los dioses olímpicos (sentados de perfil, como en la plástica egipcia, pero con mucha más movilidad y realismo) deciden el destino de los hombres: los filo-troyanos son Ares, Afrodita, Artemisa y Apolo; los filo-aqueos son Atenea, Hera y otra diosa (quizá Deméter). Los bandos se determinaron por la decisión del troyano Paris en el juicio por la posesión de la manzana de Discordia, que se representa bajo el frontón occidental. La posición decisiva de Zeus tendrá que responder, más que a sus simpatías personales, a su condición arbitral y al mantenimiento de la paz doméstica (su esposa e hija están inclinadas hacia Grecia, mientras que una de sus múltiples amadas, la ninfa Tetis, con la que tiene una importante deuda de gratitud, le ruega a sus pies por su hijo Aquiles -que en ese momento está resentido con Agamenón-). Es una perfecta metáfora de la política en las polis arcaicas.

El friso norte representa la Gigantomaquia, uno de los temas principales del arte griego, que da forma a un aspecto esencial de la forma griega de entender el mundo: la victoria del orden (κόσμος, kosmos) sobre el desorden (χάος, khaos), de la cultura (τέχνη, techne) sobre la naturaleza (φύσις, physis) o de la civilización sobre la barbarie. Las fuerzas del orden, a la izquierda (los dioses olímpicos, ayudados por Heracles), vencen a las del caos, a la derecha (representados aquí como hoplitas: los gigantes, hijos de Gea -la Tierra- y de la sangre de Urano -el cielo, muerto por su hijo Cronos, el tiempo, padre de Zeus y los demás olímpicos-). Hay un evidente paralelismo formal entre la escena del ataque del león y motivos similares en los relieves de la Apadana de Persépolis (hacia 515 a. C.), que tienen una lectura religiosa en el zoroastrismo (Noruz o "año nuevo"), además de tener como precedentes lejanos los relieves animalísticos asirios. El Tesoro de los Sifnios del santuario de Delfos es uno de los mejor datados de este periodo: año 525 a. C.

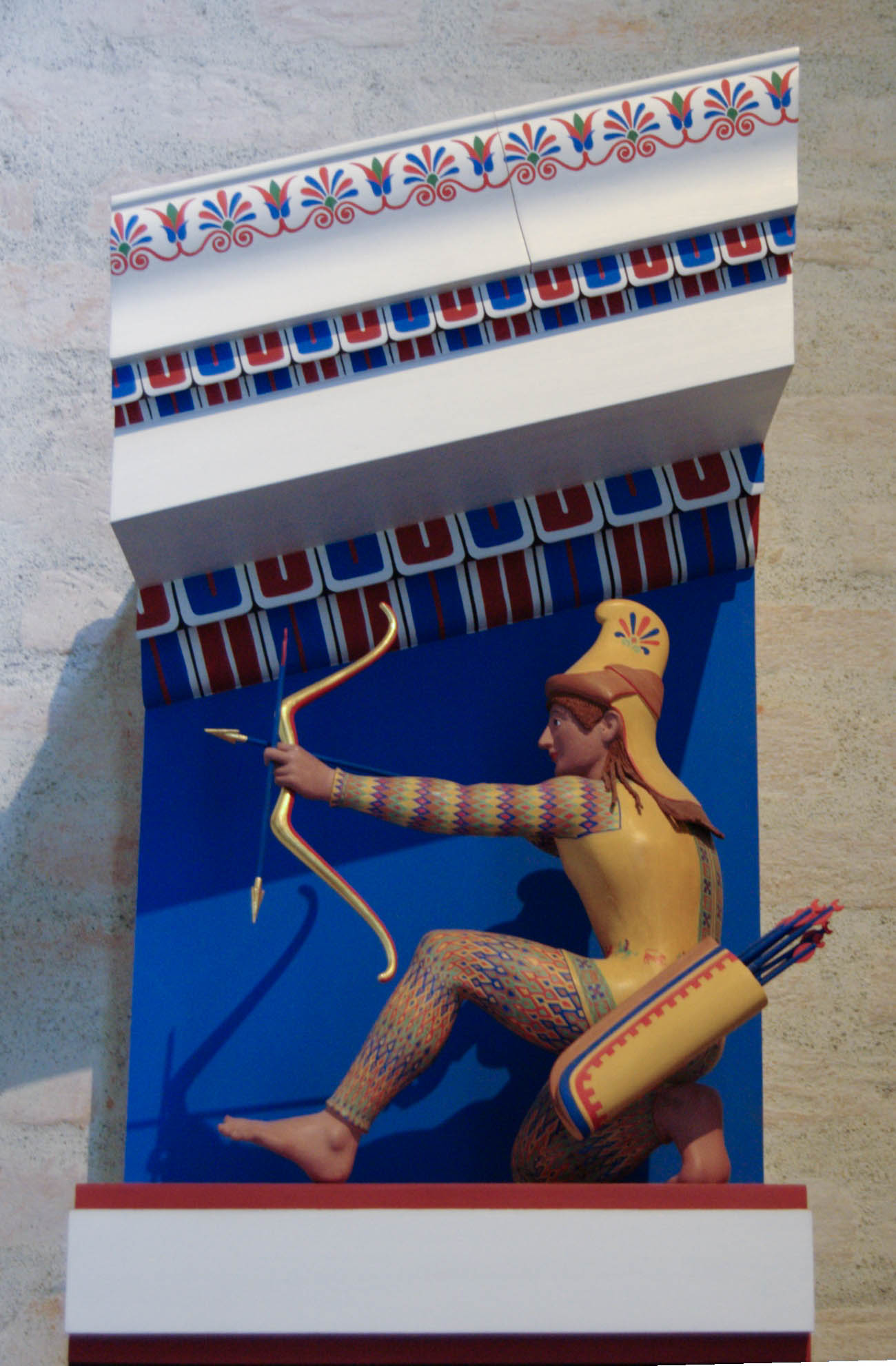
Reconstrucción de la policromía del frontón occidental del templo de Afaia en Egina (ca. 500 a. C.)
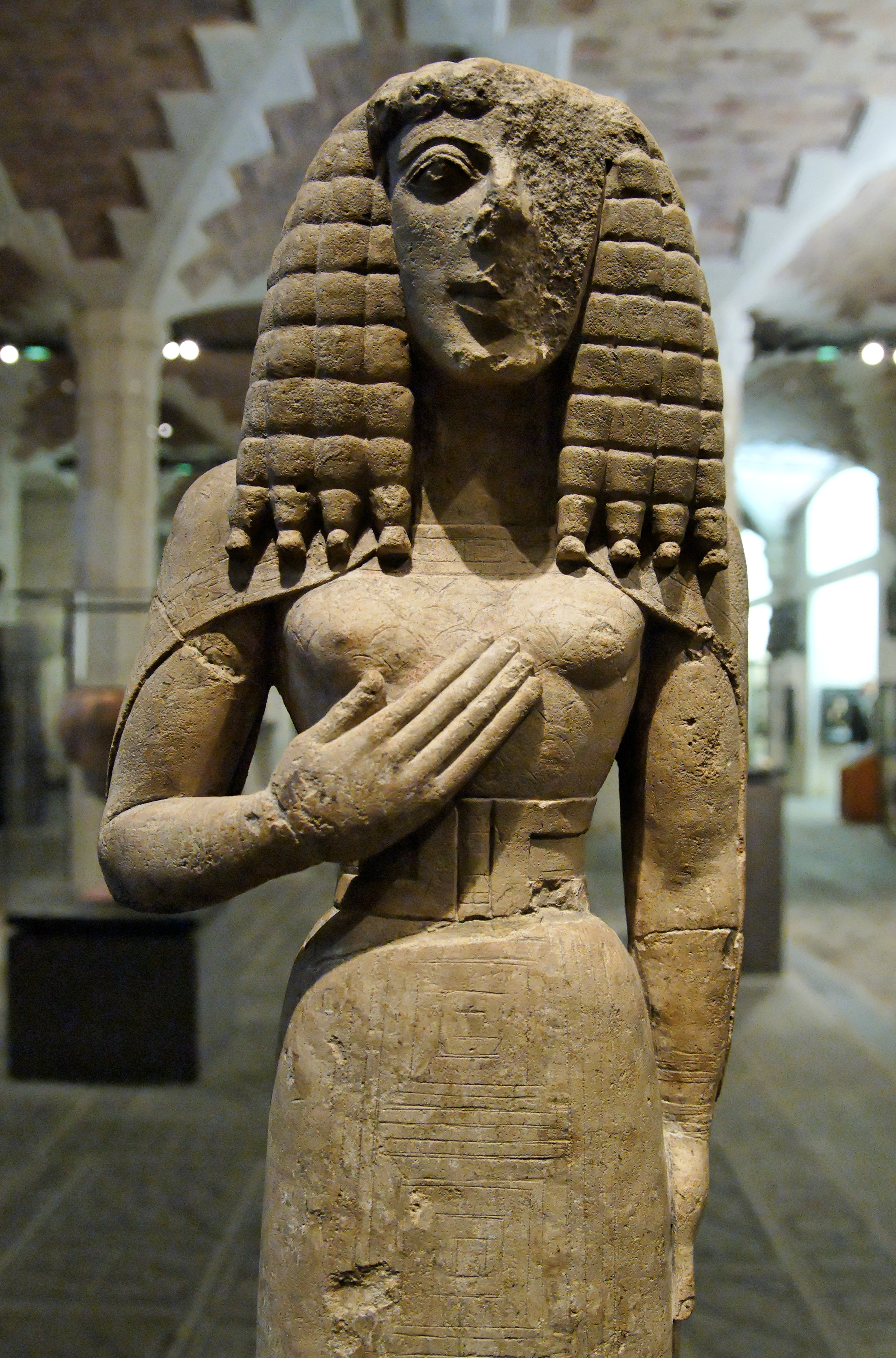
Dama de Auxerre (ca. 640 a. C.)
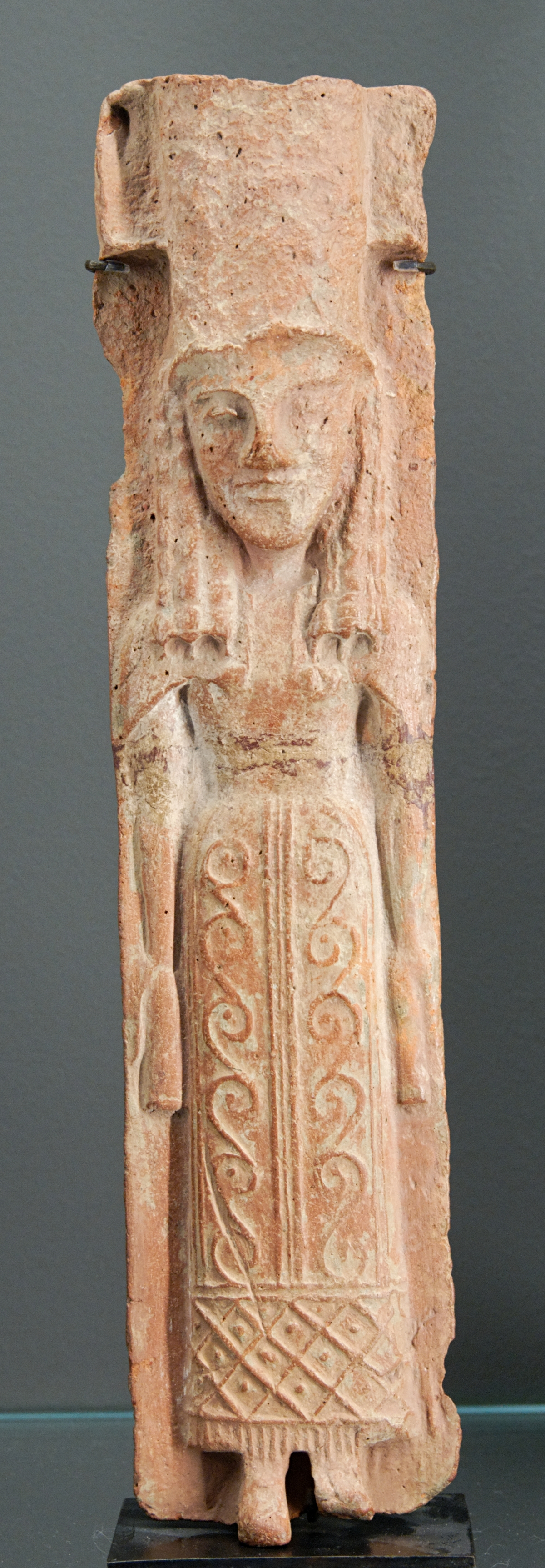
Placa votiva de terracota hecha a molde. Creta, (ca. 640 a. C.)
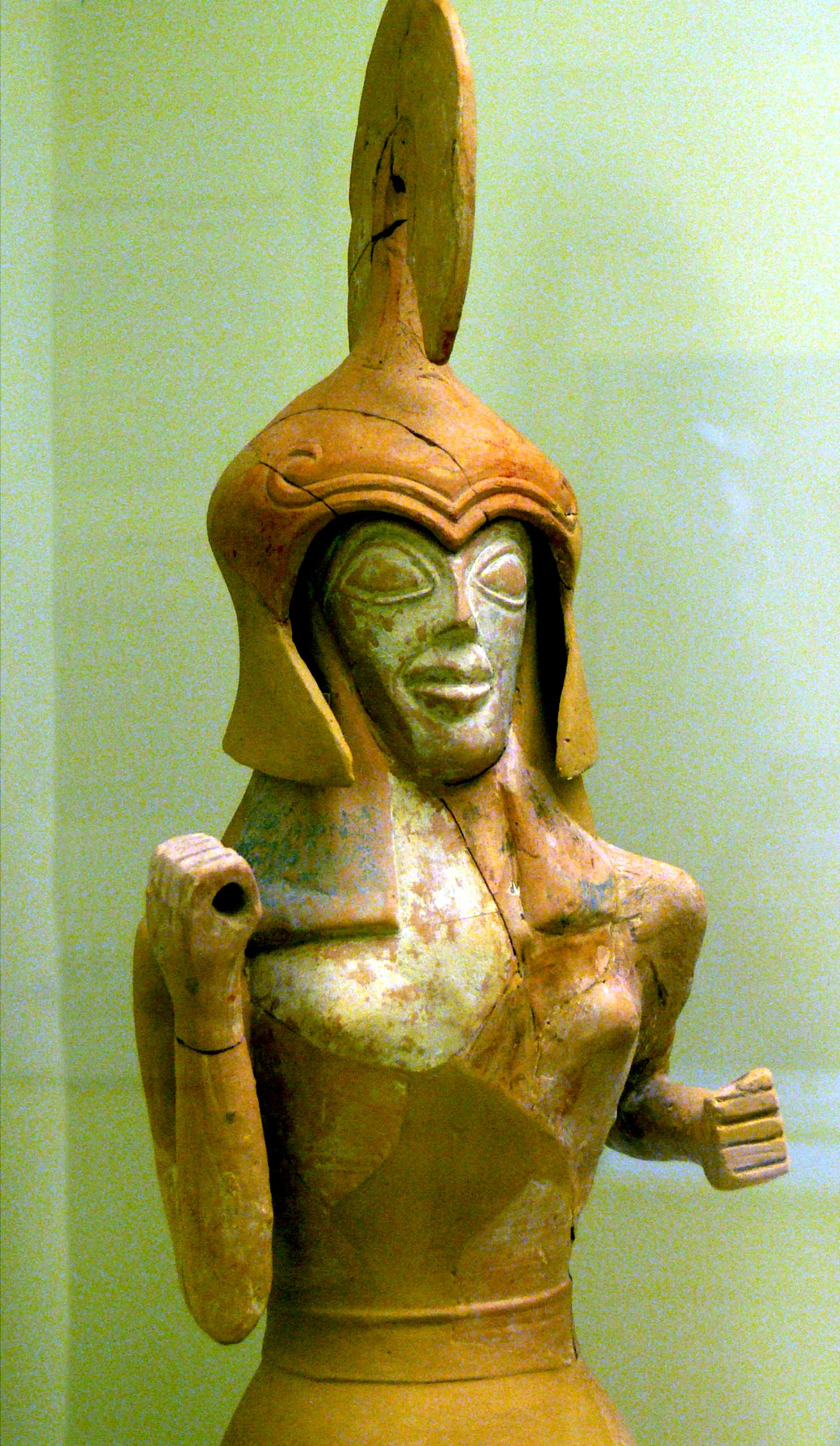
Figura de terracota de Atenea, tipo Palládion (Παλλάδιον). Gortina, siglo VII a. C.
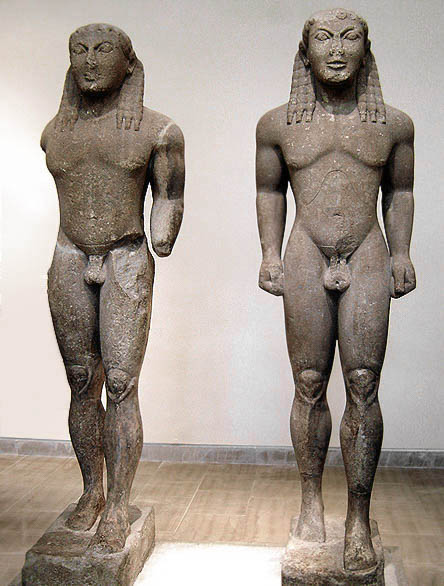
Cleobis y Bitón, del escultor Polimedes de Argos (ca. 600 a. C.)
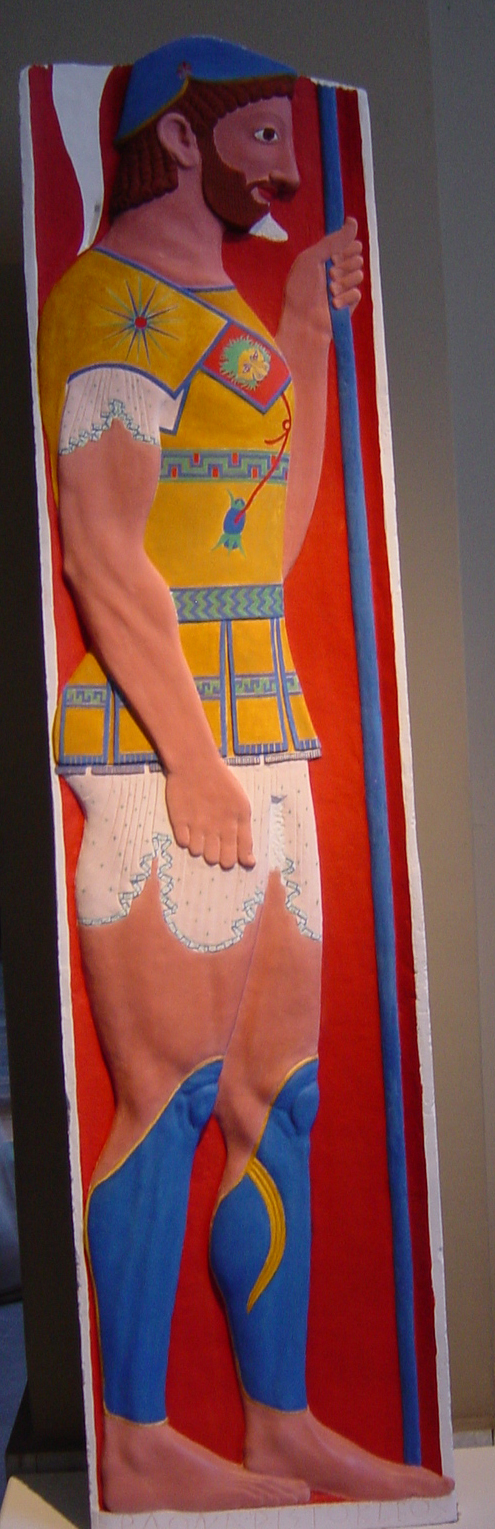
Reconstrucción de la policromía de la Estela de Aristión, del escultor Aristocles.[20] (circa 510 a. C.)

### Época clásica

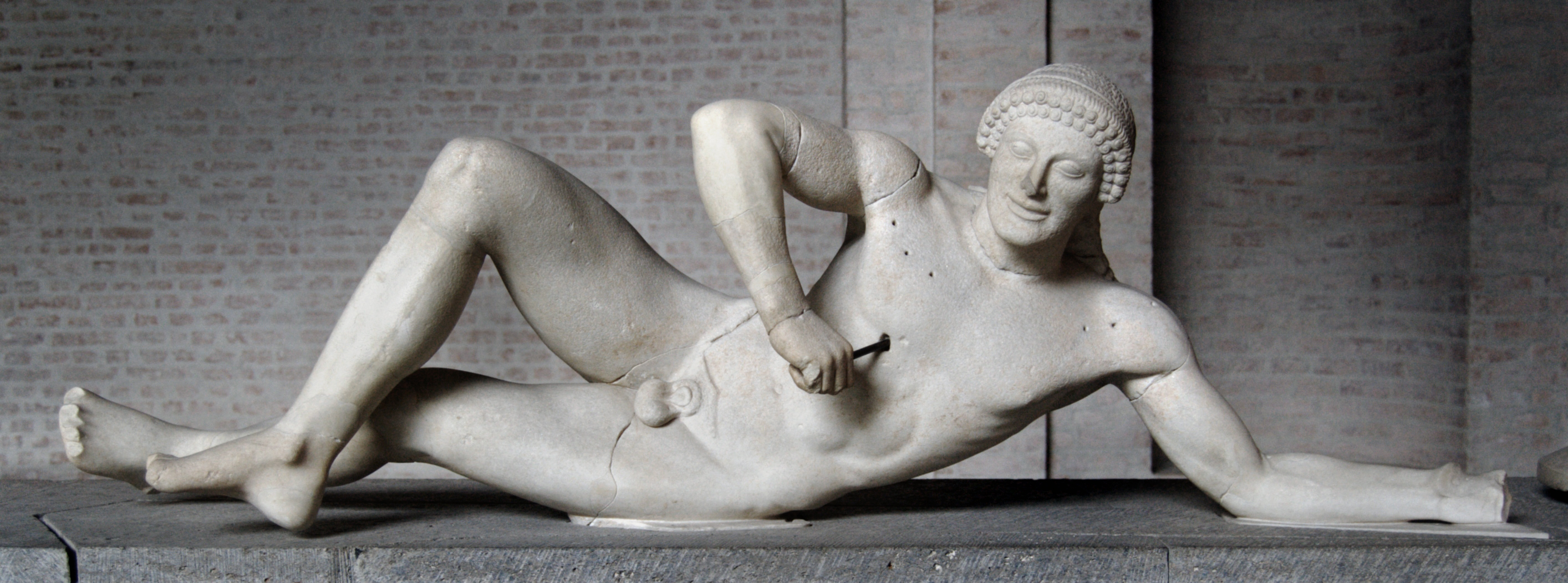
Guerrero del frontón occidental del Templo de Afaia en Egina, entre y (Gliptoteca de Múnich).

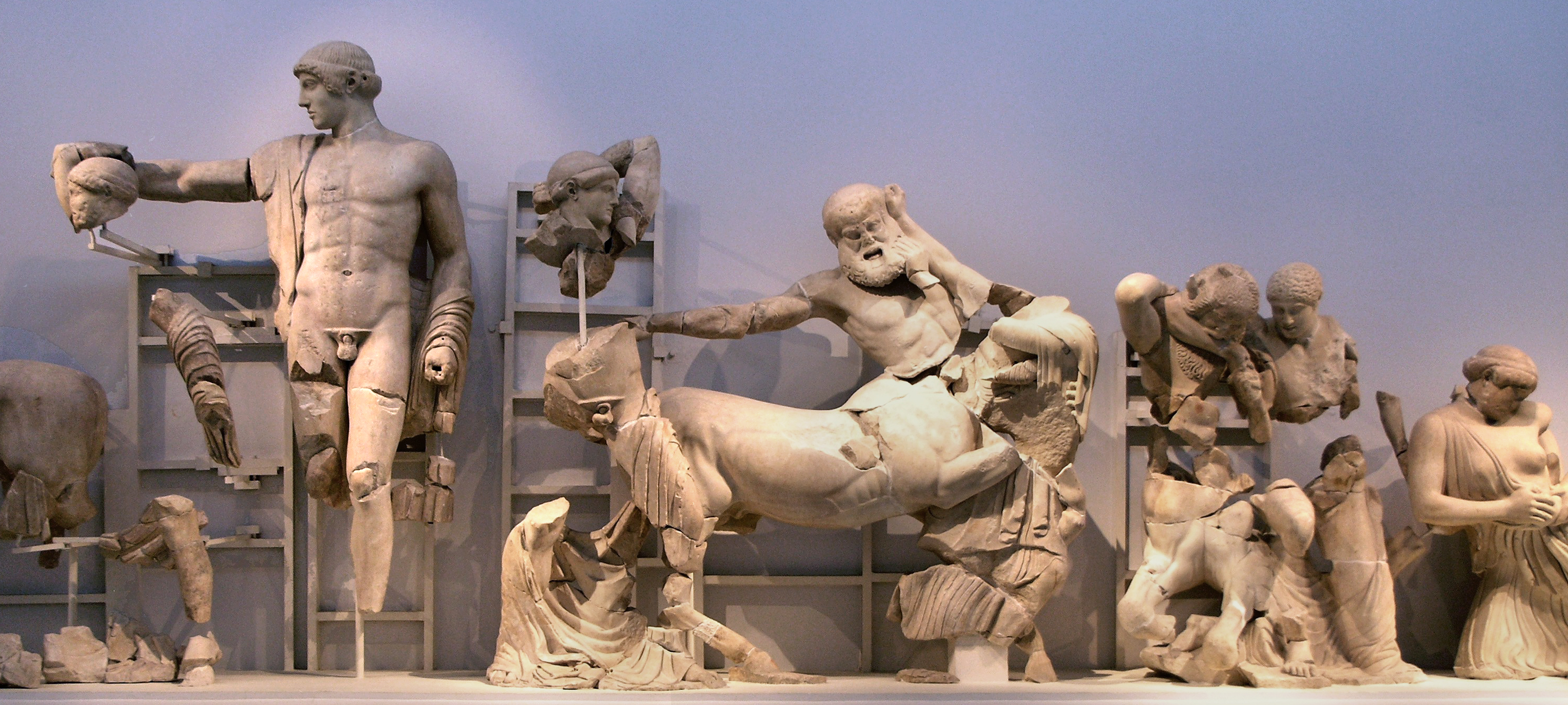
Frontón occidental del templo de Zeus en Olimpia (470-).

Dos ejemplos de escultura de transición del estilo arcaico al clásico son los frontones occidentales del Templo de Afaia en Egina (510-470 a. C.) y del templo de Zeus en Olimpia (470-456 a. C.). Este último representa la centauromaquia (lucha entre lápitas y centauros). La figura central es Apolo. Estilísticamente representa el final del estilo severo y el comienzo del clasicismo.

## Pintura

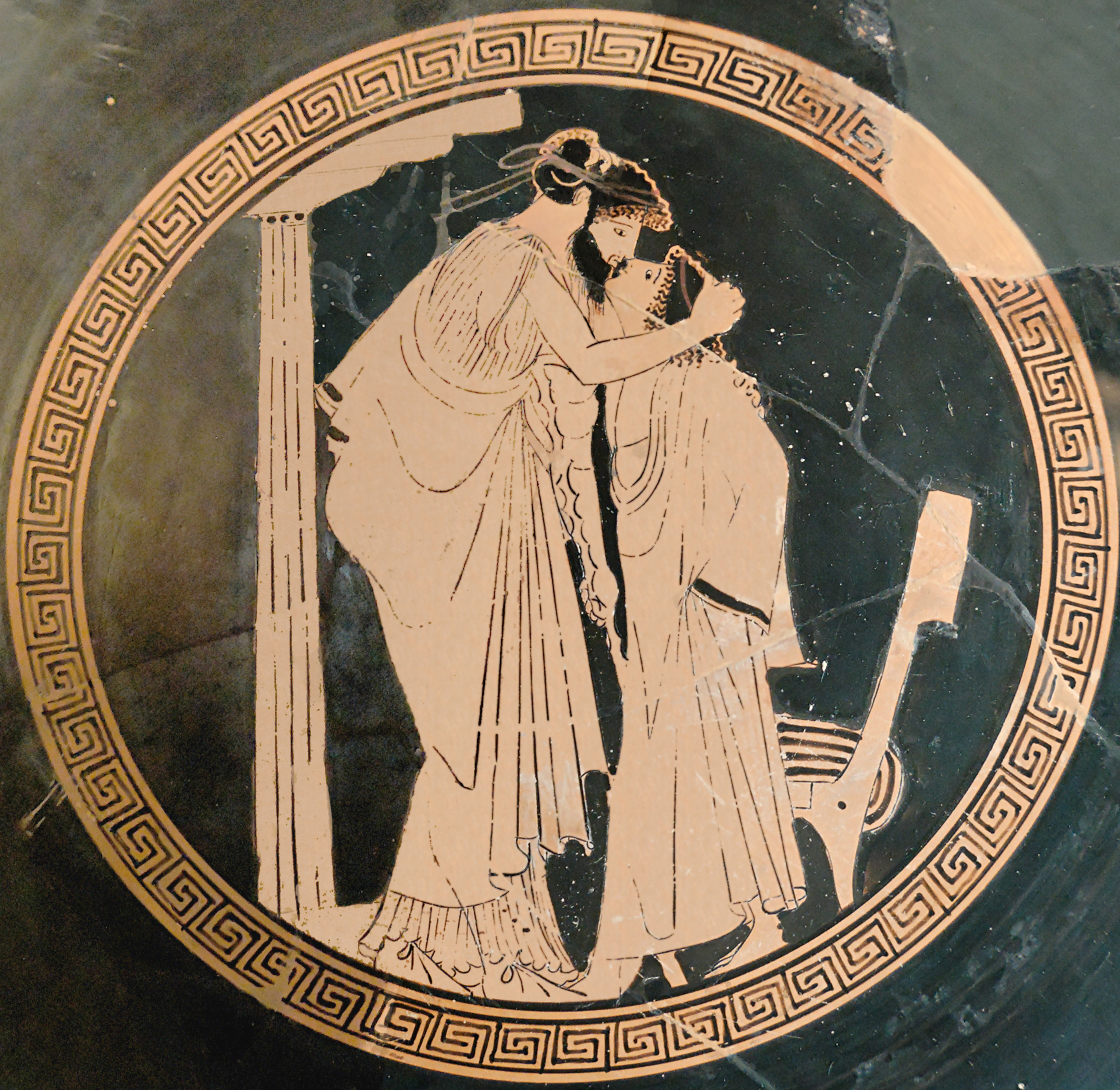
Kílix ático que representa un amante (ἐραστής) besando a su amado (ἐρώμενος). Las representaciones de escenas pederastas son abundantes en el arte griego.

Los griegos, como la mayoría de las culturas europeas, consideraban la pintura como una de las formas más altas de arte. Las obras de Polignoto de Tasos, que trabajó en el siglo V a. C., seguían siendo admiradas incluso 600 años después de su muerte, como después ocurrió con las de Leonardo da Vinci o Miguel Ángel, sin embargo en este caso no solo no se han conservado ninguna de sus obras sino tampoco ninguna reproducción.

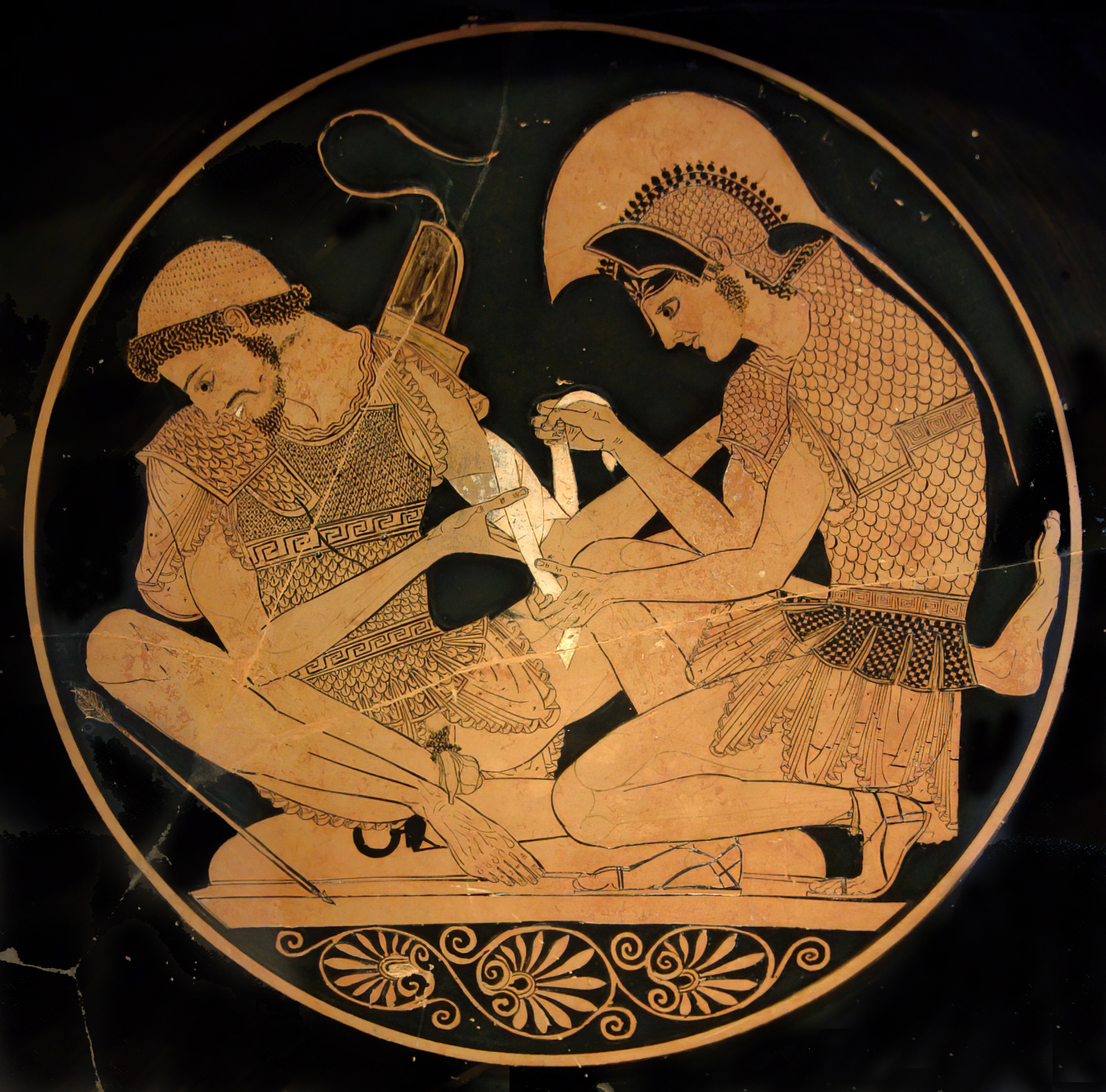
Pintura sobre vasija, cerca

Los pintores griegos trabajaron generalmente sobre paneles de madera, que se estropeaban rápidamente (a partir del siglo IV a. C.), cuando no eran bien protegidas. Hoy en día no queda casi ninguna pieza de pintura griega, excepto algunos restos de pinturas en terracota y de algunas pinturas en las paredes de tumbas, sobre todo en Macedonia e Italia. De las obras maestras de la pintura griega tenemos solamente algunas copias realizadas en las épocas romanas, la mayoría de ellas son de una calidad inferior.
Con anterioridad a la formación del arte griego en sí hubo en territorios de la antigua Grecia un arte que se ha llamado prehelénico, conservadas tan solo en ruinas de edificios de la época y sobre estuco, representando paisajes, acciones guerreras y ceremonias cortesanas o religiosas cuyas figuras aunque imperfectas revelan notable expresión y vida. En las decoraciones de vasijas se presenta raras veces la figura humana y siempre estilizada y de escasos detalles.
En cuanto a la pintura griega, el conocimiento de sus artistas se debe casi por entero a los antiguos historiadores, pues no se conserva de ella ni un solo cuadro ni se conoce obra alguna de los famosos Zeuxis, Parrasio y Apeles, considerados desde la antigüedad los pintores por antonomasia. Las obras pictóricas griegas que al presente se conocen y conservan consisten únicamente en decoraciones de ánforas y de otras elegantes vasijas salvo algunos mosaicos de pavimento y placas de arcilla pintadas y sin contar las obras de pintura romana en que intervino mano griega. Consta, no obstante, que los griegos pintaron cuadros excelentes, por lo menos murales (cuyas copias pueden ser algunas decoraciones de las grandes ánforas de lujo) y que emplearon los procedimientos al fresco, al encausto, al temple y quizás al óleo. Los asuntos representados en tales pinturas, a juzgar por lo que se observa en las mencionadas vasijas, fueron escenas de la vida humana y tradiciones o leyendas mitológicas y heroicas.

## Cerámica

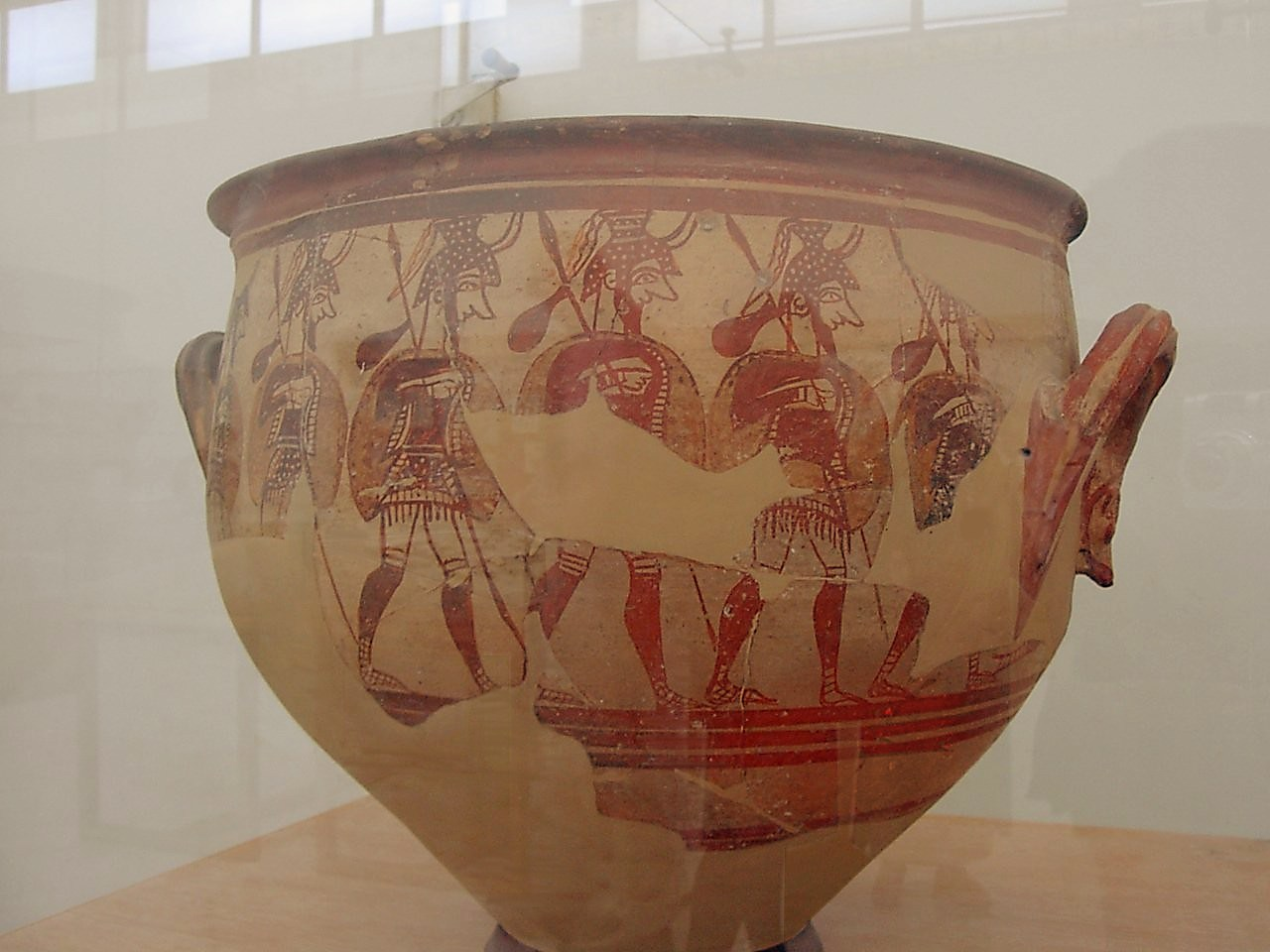
Crátera del

De este período destaca la elaboración de cerámicas para uso cotidiano, o de carácter fúnebre, donde se emplearon grandes jarrones, con la idea de que fueran usados por el difunto en su próxima vida. Estos jarrones estaban ornamentados con representaciones lineales, y motivos relacionados con la muerte, como batallas marítimas o terrestres. La mayor parte de la alfarería está compuesta por piezas domésticas, de las que perduraron recipientes tales como las ánforas (empleadas para conservar y transportar alimentos), pequeñas cráteras (en las que se mezclaba el agua y el vino) e hidrias (jarrones específicos para el agua). Por otra parte, de la cerámica funeraria se han encontrado varias urnas. También se fabricaron figurillas en barro cocido, principalmente para ser depositadas como ofrenda en los templos. Durante el período helenístico, fue elaborada una gran variedad de objetos de alfarería, aunque solo algunas poseen valor artístico.
Durante los períodos más antiguos, hasta las pequeñas ciudades griegas producían objetos de alfarería para el mercado local, siendo sus estilos y modelos muy variados. Entre los años 550 y años 480 a. C. el arte en cerámica sufrió una gran transformación; además, los autores incluyeron sus nombres, el nombre del alfarero o del pintor que decoraba aquellas piezas (también existían algunos artistas que practicaban ambos labores). La cerámica ática y cerámica corintia destacaron por sobre las demás. Atenas creó las primeras representaciones del estilo bello: recipientes con figuras rojas sobre fondo negro.
La historia de la cerámica griega antigua está subdividida en los siguientes períodos:
| Período               | A partir del año             |
| --------------------- | ---------------------------- |
| Progeométrico         | 1050 a. C.                   |
| Geométrico            | 900 a. C.                    |
| Estilo orientalizante | finales del siglo VIII a. C. |
| Figuras Negras        | Siglo VII a. C.              |
| Figuras Rojas         | 530 a. C.                    |

La gama de colores que podía ser utilizada sobre la alfarería fue restringida por las técnicas de cocción: negro, blanco, rojo y color amarillo eran los colores más comunes. Durante los tres primeros períodos, las cerámicas guardaban su color natural claro con algunos motivos negros.

### Época arcaica

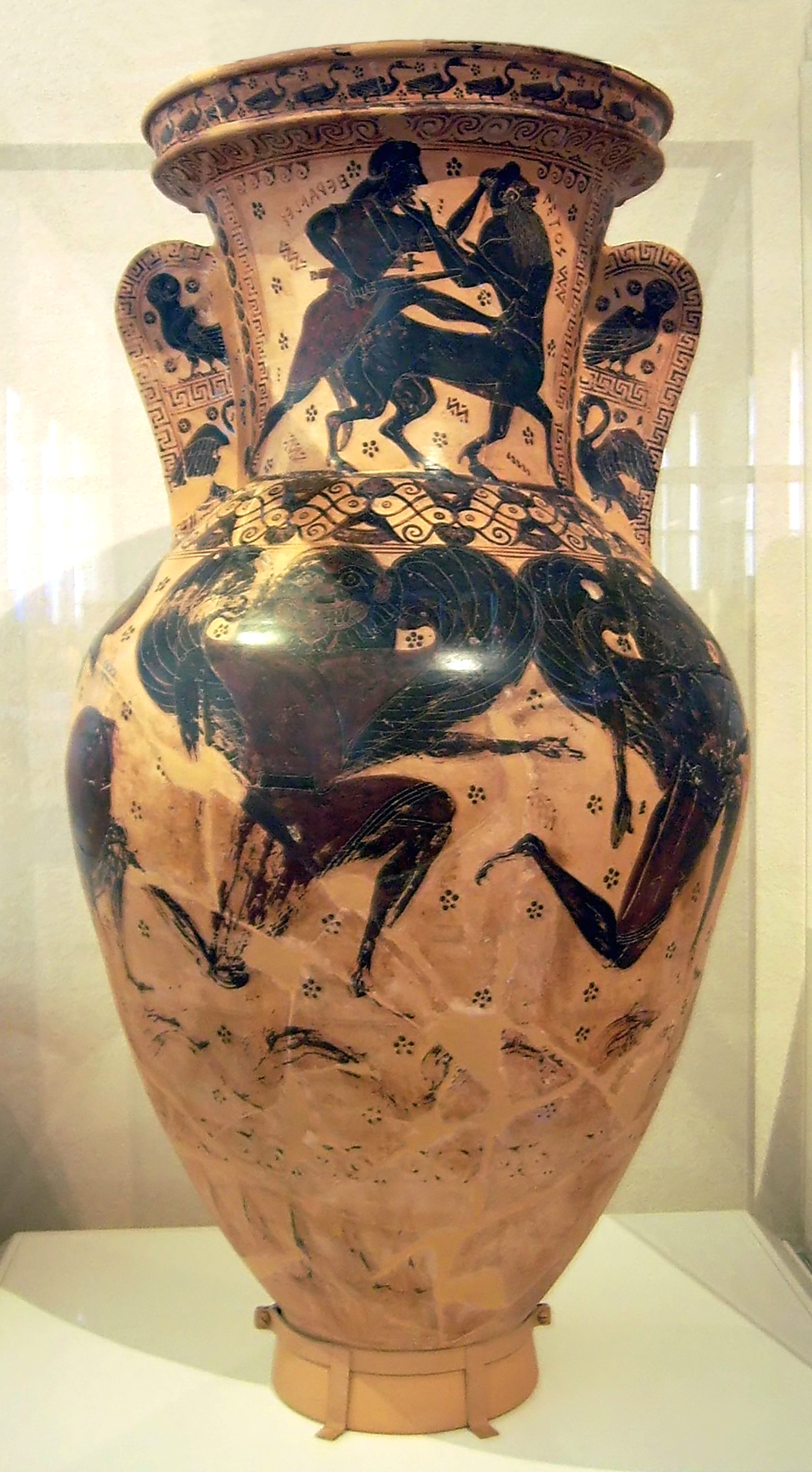
Ánfora epónima del Pintor de Neso (el primer ático en adoptar el estilo corintio, en el que introduce innovaciones) (ca.). En el vientre se representa a Perseo y las Gorgonas y en el cuello a Heracles con el centauro Neso.

Tras un inicial periodo geométrico (siglos IX y siglo VIII a. C.), al que siguió un período orientalizante (siglos siglo VII a. C. y primera mitad del siglo VI a. C.) en el que se detecta la influencia asiria y de otras civilizaciones del Antiguo Oriente (por la importancia y difusión que alcanzaron en esta época los talleres de Corinto se habla de estilo protocorintio); la cerámica griega fue evolucionando sus formas, que hacia el final del siglo VI a. C. alcanzaron un alto grado de refinamiento expresivo, respondiendo a un amplio conjunto de necesidades refinadas de la vida cotidiana de las clases altas, y a la demanda de productos de lujo fácilmente exportables a todo el espacio mediterráneo, e incluso a lejanos lugares en el centro de Europa.
La producción en muchas de las colonias fundadas en esos siglos fue tan importante como la de las metrópolis. Además, la influencia de la cerámica griega se dejó notar en la producción local de los pueblos indígenas, especialmente en la cerámica etrusca (que tiene tipologías verdaderamente sincréticas, como es el caso de la hidria ceretana o hidria de Caere) o en la cerámica ibérica.
Se aprovecharon extensamente las posibilidades que las distintas tipologías de vasos daban en ciertas partes de su superficie (fondos de las copas, vientres y cuellos de las ánforas, etc.) para ejercer como soporte para la pintura griega, que se expresó sucesivamente en dos estilos principales, denominados "cerámica de figuras negras" y "cerámica de figuras rojas".
Cada escuela local de ceramistas se distinguió por un estilo local característico, aunque se influyeron mutuamente.

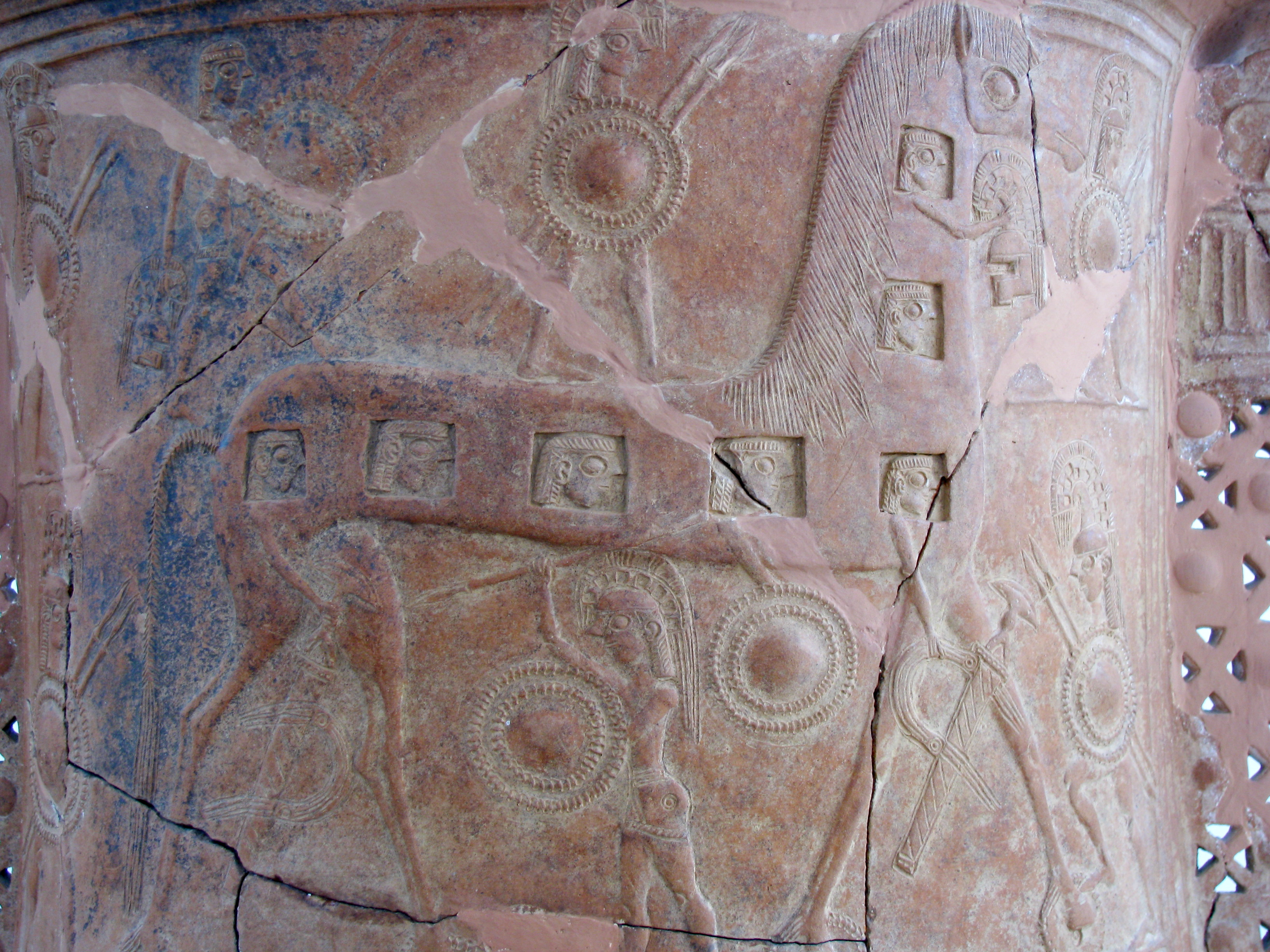
Vaso Mikonos, un pithos (πίθος -para almacenar grano y, en su caso, fermentarlo-) decorado al relieve, que presenta la primera representación conocida del caballo de Troya. Mikonos (ca. 670 a. C.)
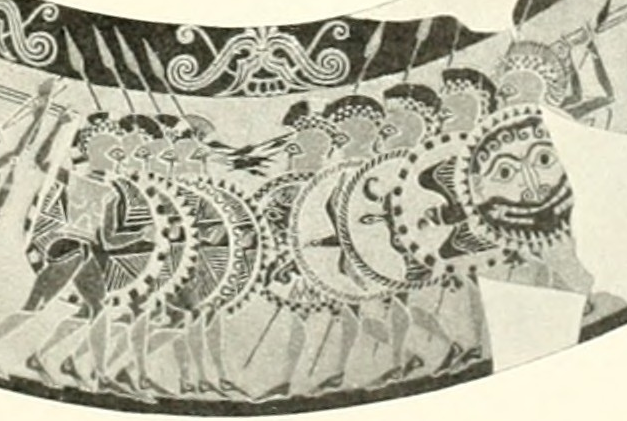
Vaso Chigi, un olpe (ολπη -jarra, más pequeña que el oinokhoe-) protocorintio (ca. 650 a. C.) hallado en una tumba etrusca.
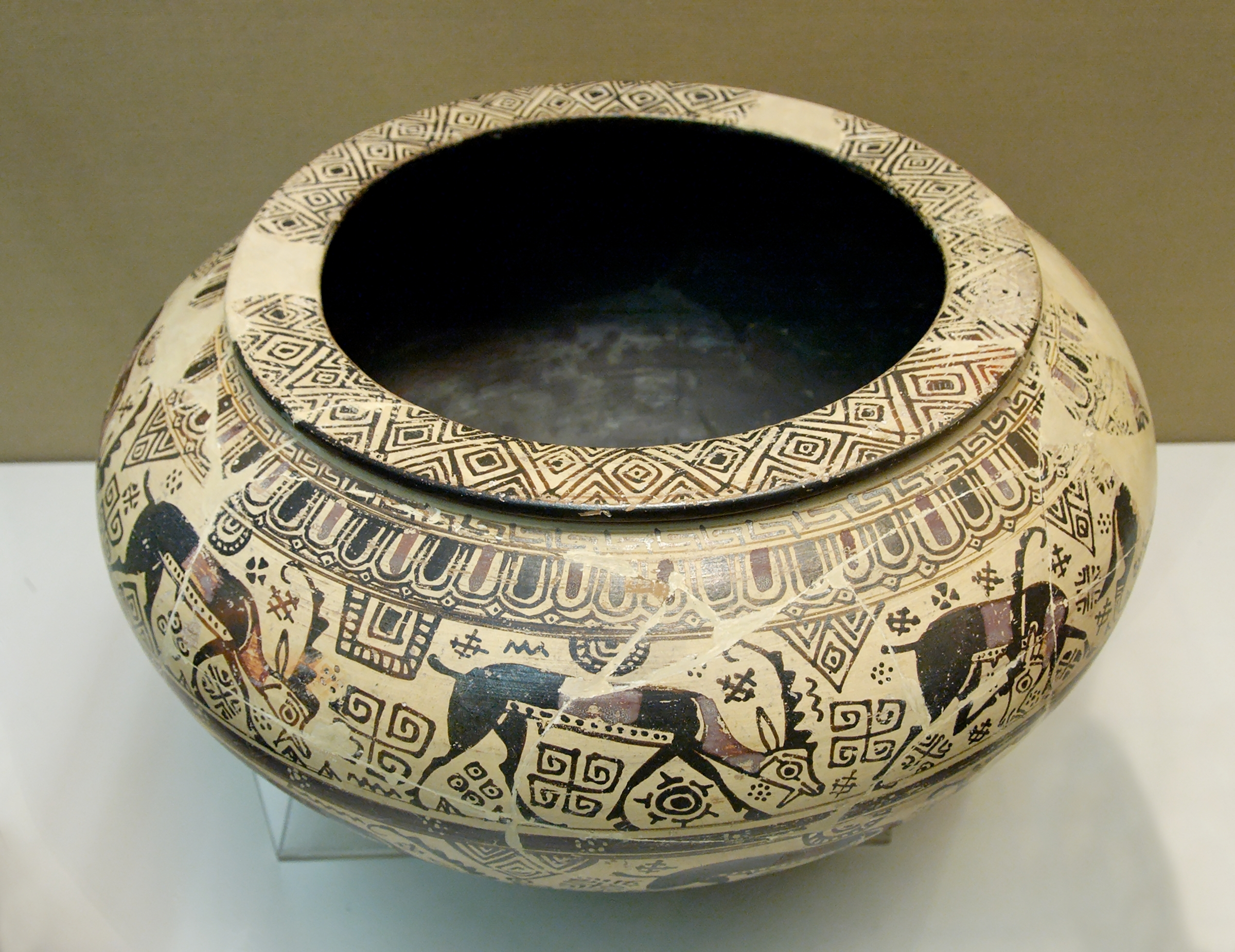
Dinos (δινος) rodio pintado al estilo de la cabra salvaje (ca. 625 a. C.)
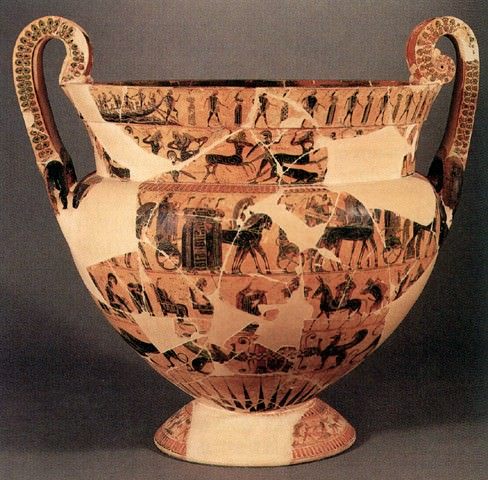
Vaso François, una crátera ática (del ceramista Ergótimos, pintada por Clitias (ca. 570 a. C.) con distintas escenas mitológicas y decoración orientalizante. Hallada en una tumba etrusca.
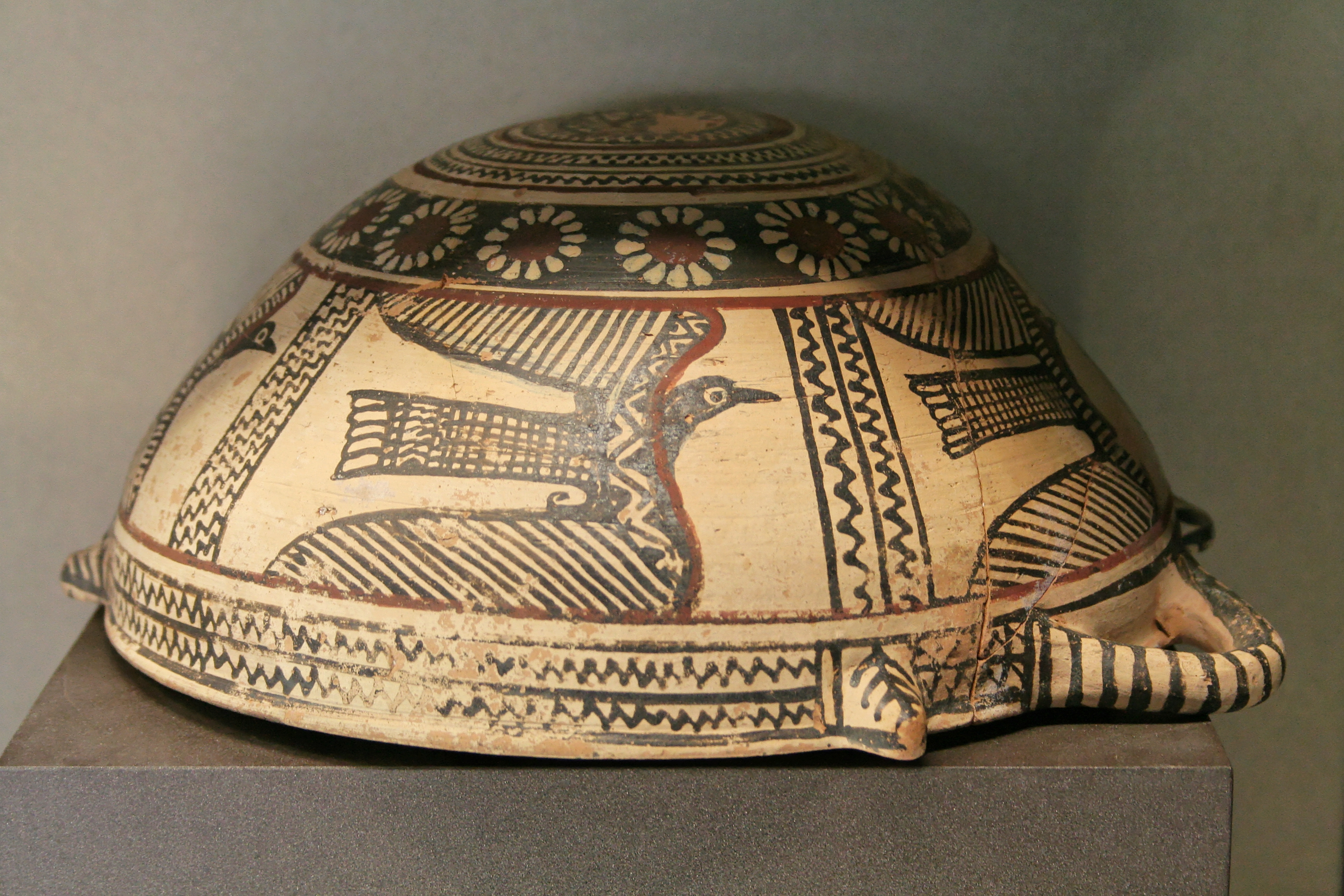
La llamada Taza de los pájaros es un skýphos (σκύφος) producido en Tebas hacia el 550 a. C. Su pintura es de estilo orientalizante.

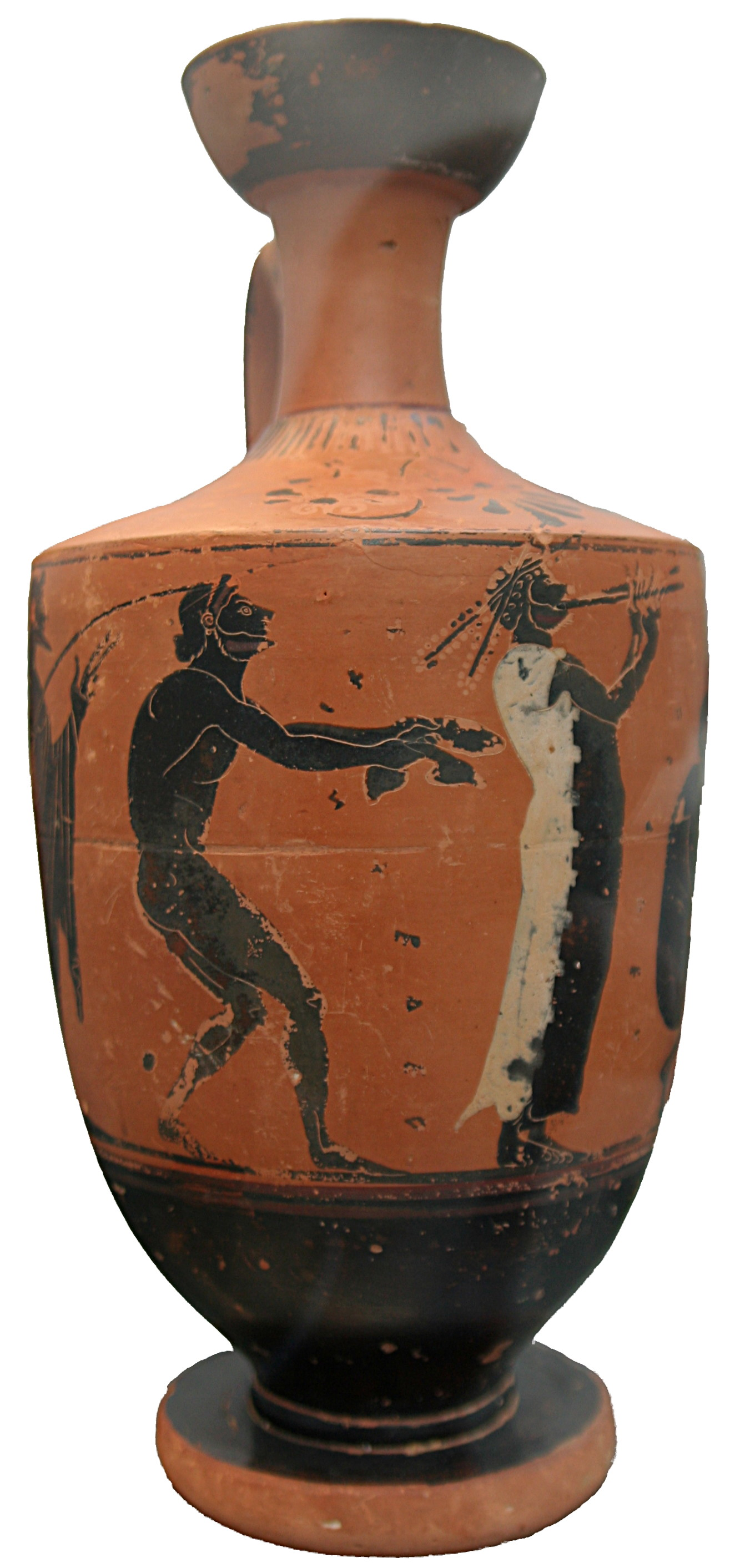
Lekythos (λήκυθος, envase para aceite perfumado usado como cosmético y en rituales funerarios) del Pintor de Aqueloo (ca.). Entre las figuras representadas hay un atleta en el momento de darse impulso con los halteres (ἁλτῆρες -pesas-), y un tañedor de aulós (αὐλός -doble flauta-).

Comenzó a ser común que los ceramistas y, menos frecuentemente, los pintores firmaran sus obras (Clitias, Exequias, Psiax, Eufronio), lo que se interpreta como una valoración social de su trabajo, implicando un concepto muy moderno de la función del arte y del artista, en un momento en que el trabajo manual estaba degradándose en su consideración, vinculada a la de los esclavos. Es habitual que solo se conozca el nombre del ceramista, con lo que el pintor se denomina por este (Pintor de Andócides, Pintor de Amasis, Pintor de Antimenes, Pintor de Tálides). En otras ocasiones solo se ha podido establecer la identidad común de un maestro por sus obras (Pintor de Príamo, Pintor de Neso, Pintor de las cabezas de caballo, Pintor de Aqueloo) o por los lugares donde se han encontrado (Maestro del Dípilon) o los museos y colecciones particulares donde se conservan (Pintor de Madrid, Pintor de Princeton, Pintor de Edimburgo, Pintor de Rycroft, Pintor de Castellani). A algunos se les agrupa por sus características comunes (Pequeños maestros, Grupo de Leagro, Grupo Perizoma, Grupo de las tres líneas, Grupo pionero -este último ya a comienzos del siglo V a. C.-).

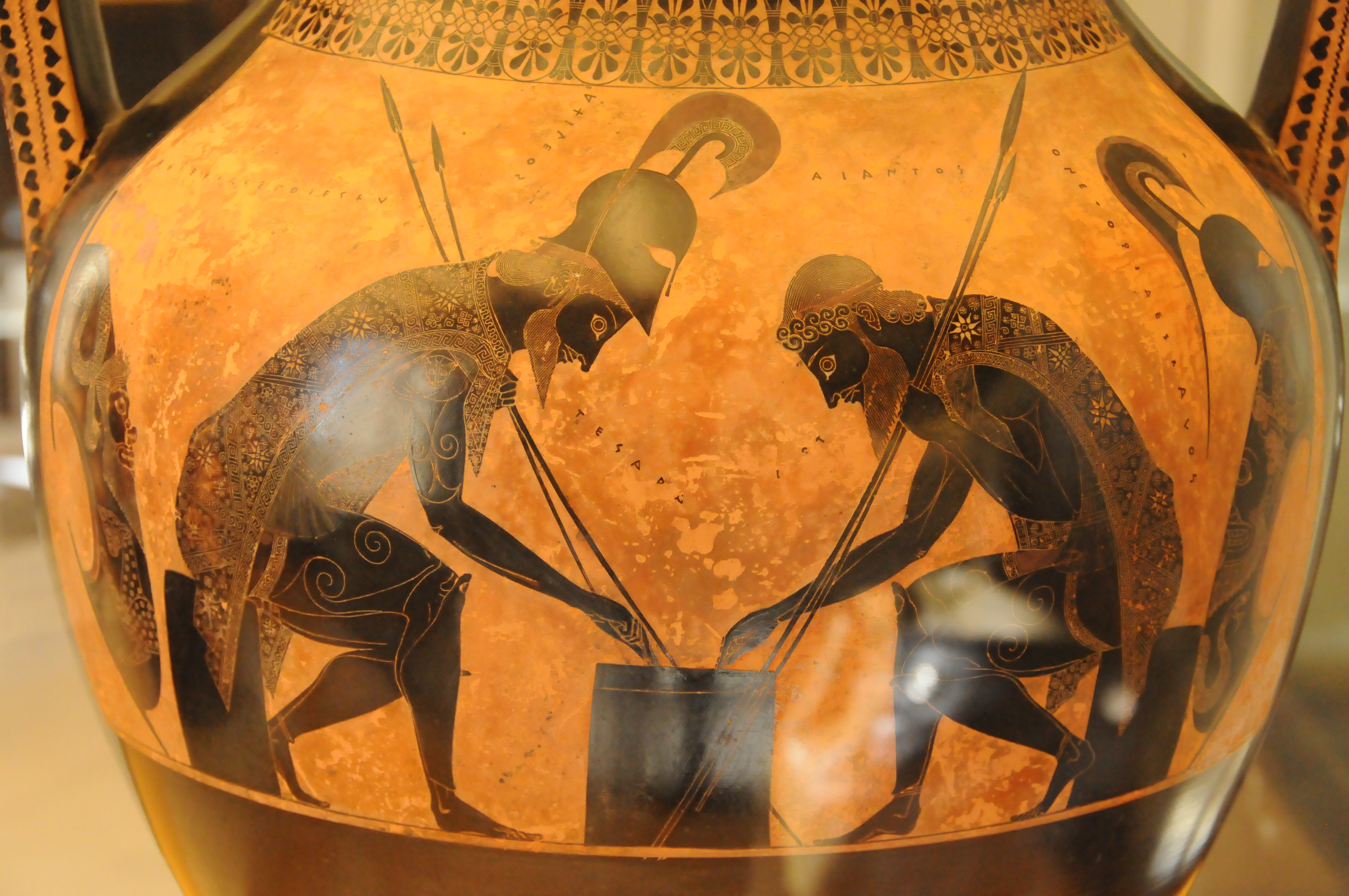
Aquiles y Áyax jugando a los dados, en un ánfora de cerámica de figuras negras de Exequias. Hacia 540 a. C.
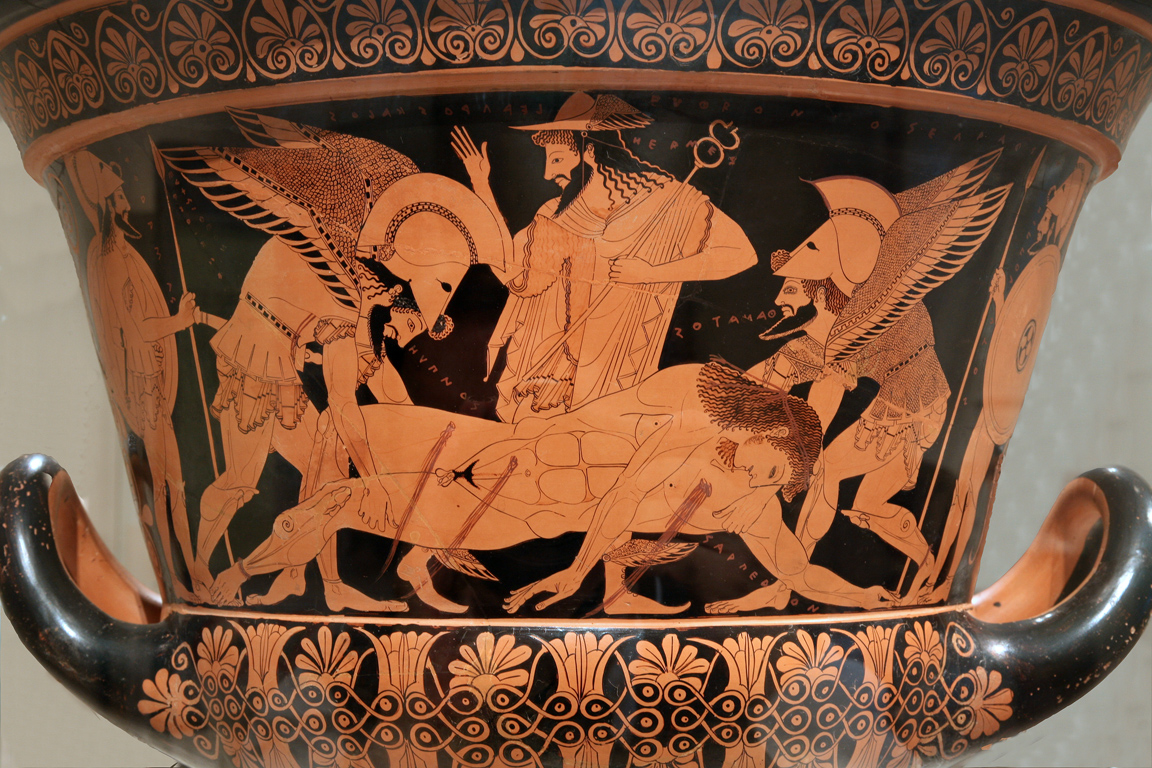
Crátera de Eufronio (cerámica de figuras rojas de Eufronio, hacia 515 a. C.). La escena representa al cuerpo de Sarpedón sostenido por Eros y Tánatos, ante Hermes.
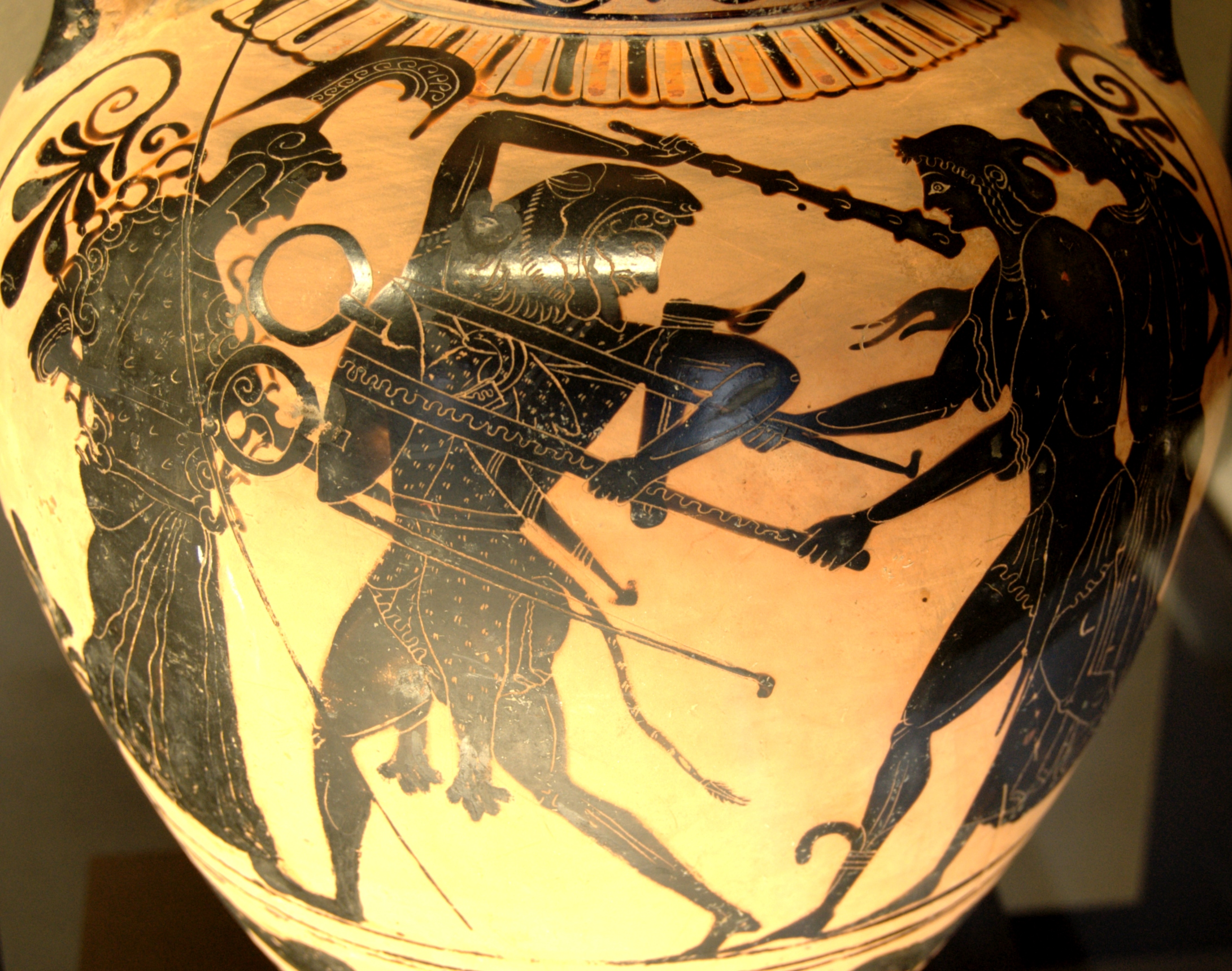
Ánfora de cerámica de figuras negras, que representa la disputa entre Apolo y Heracles por el trípode de Delfos. Relacionada con el denominado Grupo de Toronto 305. Hacia 510 a. C.

También hubo pintura sobre paneles y muros, que no se ha conservado a excepción de muy pocos restos, como los Paneles de Pitsa (descubiertos en una cueva de Sición, la localidad al norte del Peloponeso, cerca del Golfo de Corinto, donde la tradición consideraba que se había inventado la pintura sobre paneles -pinax πίναξ, plural pinakes πίνακες; de donde viene la palabra "pinacoteca"-). o los frescos de la Tumba del nadador, en Posidonia (Magna Grecia). La influencia etrusca de esta tumba es evidente; aunque a su vez la pintura etrusca había recibido una notable influencia griega durante los siglos VII y VI a. C..

Chatos, negros: así ven los etíopes a sus dioses.

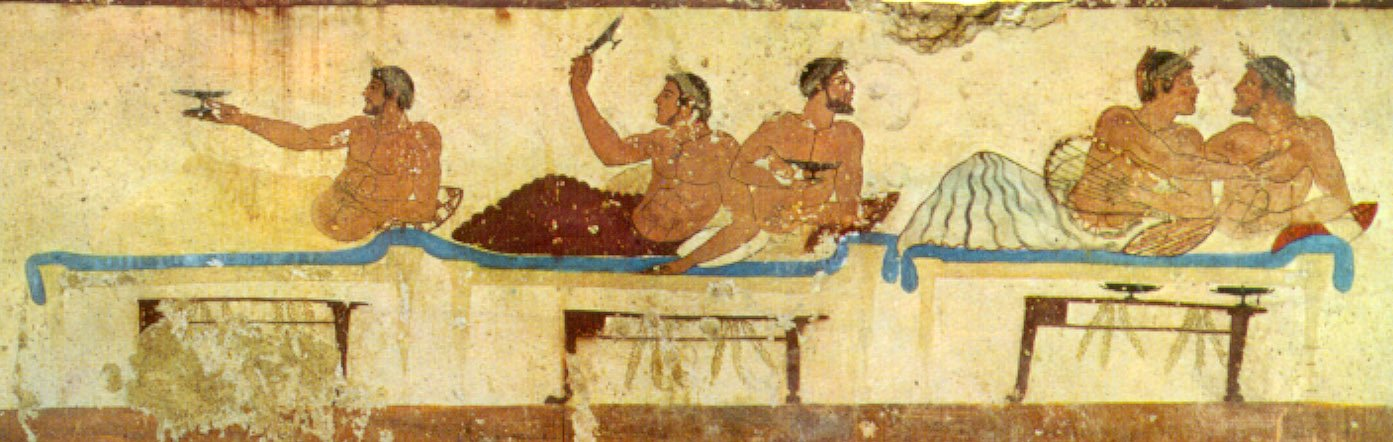
Fresco que representa un simpósion, en la Tumba del nadador. Hacia Los concurrentes, sin abandonar su posición reclinada, se dedican al juego del kótabos (κότταβος, consistente en acertar a un blanco lanzando vino con el kílix) o a los placeres de la paiderastía (παιδεραστία, entre un imberbe erómenos ἐρώμενος y su erastés ἐραστής).

De ojos azules y rubios: así ven a sus dioses los tracios.

Pero si los bueyes y los caballos y leones tuvieran manos,

manos como las personas, para dibujar, para pintar, para crear una obra de arte,

entonces los caballos pintarían a los dioses semejantes a los caballos, los bueyes

semejantes a bueyes, y a partir de sus figuras crearían

las formas de los cuerpos divinos según su propia imagen: cada uno según la suya.
Jenófanes, Fragmentos 15 y 16.